# Выборы в Донецкой области
Выборы в Донецкой области
Выборы в Донецкой области представляют особый интерес из-за своей масштабности (самая густонаселённая область — 10 % населения Украины) и специфики местного электората

## Парламентские выборы на Украине (1990)
Состоялись 15 мая 1990 года.
| ФИО                              | Избирательный округ             | № округа | Примечания            |
| -------------------------------- | ------------------------------- | -------- | --------------------- |
| Бандура Анатолий Иванович        | Мариупольский-Приморский        | № 138    |                       |
| Богатырёва Раиса Васильевна      | Краматорский                    | № 127    |                       |
| Булянда Александр Алексеевич     | Мариупольский-Орджоникидзевский | № 137    |                       |
| Бурего Николай Степанович        | Снежнянский                     | № 142    | с 14 декабря 1992     |
| Васильев Василий Иванович        | Красноармейский городской       | № 129    |                       |
| Герасименко Станислав Дмитриевич | Красноармейский                 | № 149    |                       |
| Гребенченко Леонид Григорьевич   | Горловский-Калининский          | № 118    |                       |
| Гусев Виктор Иванович            | Кировский                       | № 113    |                       |
| Дашивец Григорий Арсентьевич     | Славянский                      | № 152    |                       |
| Дорошенко Иван Кириллович        | Будённовский                    | № 109    |                       |
| Жуков Владимир Романович         | Макеевский-Горняцкий            | № 131    |                       |
| Задорожный Борис Васильевич      | Мариупольский-Центральный       | № 139    |                       |
| Звягильский Ефим Леонидович      | Киевський                       | № 112    |                       |
| Киселёв Анатолий Васильевич      | Снежнянский                     | № 142    | выбыл 18 июня 1992    |
| Колесник Сергей Витальевич       | Торезский                       | № 143    |                       |
| Корнеев Альберт Васильевич       | Ворошиловский                   | № 110    |                       |
| Локтев Сергей Владимирович       | Горловский-Центральный          | № 120    |                       |
| Ляшко Виктор Иванович            | Енакиевский                     | № 125    |                       |
| Макаренко Сергей Михайлович      | Макеевский-Червоногвардейский   | № 134    |                       |
| Мартынов Анатолий Фёдорович      | Амвросиевский                   | № 147    | с 14 декабря 1992     |
| Марченко Иван Дмитриевич         | Артёмовский                     | № 117    |                       |
| Маслюк Геннадий Евгеньевич       | Петровский                      | № 115    |                       |
| Маякин Валентин Андреевич        | Константиновский                | № 126    |                       |
| Новиков Владимир Яковлевич       | Славянский городской            | № 141    |                       |
| Островский Зиновий Васильевич    | Ясиноватский                    | № 146    |                       |
| Панасовский Олег Григорьевич     | Дебальцевский                   | № 121    |                       |
| Пауль Виктор Иосифович           | Харцызский                      | № 144    |                       |
| Пивень Николай Иванович          | Макеевский-Советский            | № 132    |                       |
| Подъяблонский Михаил Иванович    | Мариупольский-Ильичёвский       | № 136    |                       |
| Рыбин Александр Николаевич       | Новоазовский                    | № 151    | с 7 февраля 1991      |
| Родыгин Валерий Николаевич       | Амвросиевский                   | № 147    | выбыл 18 июня 1992    |
| Серебрянников Юрий Филиппович    | Калининский                     | № 111    |                       |
| Сидоренко Николай Яковлевич      | Новоазовский                    | № 151    | выбыл 16 октября 1990 |
| Севкова Лидия Николаевна         | Добропольский                   | № 123    |                       |
| Следнев Владимир Петрович        | Ленинский                       | № 108    |                       |
| Смирнов Юрий Константинович      | Краснолиманский                 | № 130    | выбыл 18 июня 1992    |
| Спасский Александр Николаевич    | Марьинский                      | № 150    |                       |
| Стариченко Александр Гаврилович  | Дружковский                     | № 124    |                       |
| Толстоухов Анатолий Владимирович | Волновахский                    | № 148    |                       |
| Топалов Валерий Андреевич        | Дзержинский                     | № 122    |                       |
| Тризна Валентин Сергеевич        | Куйбышевский                    | № 114    |                       |
| Хотлубей Юрий Юрьевич            | Мариупольский Жовтневый         | № 135    |                       |
| Хунов Анатолий Исмаилович        | Краснолиманский                 | № 130    | с 14 декабря 1992     |
| Чародеев Александр Васильевич    | Пролетарский                    | № 116    |                       |
| Черненко Виталий Григорьевич     | Горловский-Никитовский          | № 119    |                       |
| Чураков Валерий Николаевич       | Шахтёрский                      | № 145    |                       |
| Шевченко Виктор Иванович         | Макеевский-Центральный          | № 133    |                       |
| Шеховцов Алексей Дмитриевич      | Новокраматорский                | № 128    |                       |
| Ясинский Владимир Витальевич     | Селидовский                     | № 140    |                       |

## Президентские выборы на Украине (1991)
Включали только один тур, в котором победу одержал Кравчук Леонид Макарович (по Украине 61,59 % голосов). В Донецкой области следующие результаты:
- Кравчук Леонид Макарович 71,47 %
- Гринёв Владимир Борисович 10,98 %
- Черновол Вячеслав Максимович 9,59 %
- Лукьяненко Левко Григорьевич 3,11 %

## Президентские выборы на Украине (1994)
Включали первый тур (по Украине за Кравчука Леонида Макаровича проголосовало 38,32 %, за Кучму Леонида Даниловича 31,14 %) и второй тур, в котором победил Кучма Леонид Данилович (по Украине 52,15 %, у противника — 45,06 %). В Донецкой области следующие результаты:
- первый тур
  - Кучма Леонид Данилович 54,77 %
  - Кравчук Леонид Макарович 16,44 %
  - Мороз Александр Александрович 16,22 %
  - Лановой Владимир Тимофеевич 6,33 %
- второй тур
  - Кучма Леонид Данилович 79,00 % (2 006 417 голосов)
  - Кравчук Леонид Макарович 18,49 % (469 677 голосов)

## Парламентские выборы на Украине (1998)
Приняли участие в выборах 64,54 % зарегистрированных избирателей. По многомандатному округу на выборах в Верховную Раду первое место заняли коммунисты. Результаты:
- КПУ — 35,45 %
- Блок «Трудовая Украина» — 14,81 %
- Блок «Партия труда и Либеральная партия — РАЗОМ» — 6,70 %
- ПСПУ — 4,24 %
- Партия зелёных Украины — 4,00 %
- Партия «Наша Украина» («Реформы и Порядок») — 3,61 %
- НДП — 3,44 %
- ВО «Громада» — 2,68 %
- Партия регионов — 2,54 %
- Народный Рух Украины — 2,19 %

По мажоритарным округам больше всего голосов получили кандидаты-самовыдвиженцы:
- самовыдвиженцы (14 человек): Юшко Игорь Олегович (Донецк, округ № 42), Звягильский Ефим Леонидович (Донецк, округ № 43), Ржавский Александр Николаевич (Бахмут, округ № 46), Янковский Николай Андреевич (Горловка, округ № 47), Черненко Виталий Григорьевич (Горловка, округ № 48), Константинов Евгений Семёнович (Константиновка, округ № 51), Шеховцов Алексей Дмитриевич (Краматорск, округ № 52), Матвиенков Сергей Анатольевич (Мариуполь, округ № 55), Лытюк Анатолий Иванович (Мариуполь, округ № 56), Лещинский Александр Олегович (Славянск, округ № 58), Мичко Николай Иванович (Харцызск, округ № 60), Васильев Геннадий Андреевич (Марьинка, округ № 61), Коновалюк Валерий Ильич (Волноваха, округ № 62), Богатыренко Анатолий Андреевич (Старобешево, округ № 63).
- КПУ (7 человек): Писаренко Анатолий Аркадьевич (Донецк, округ № 44), Кочерга Виктор Герасимович (Доброполье, округ № 49), Яковенко Александр Николаевич (Енакиево, округ № 50), Моисеенко Владимир Николаевич (Макеевка, округ № 53), Власов Владимир Викторович (Макеевка, округ № 54), Кравченко Николай Васильевич (Селидово, округ № 57), Абрамов Фёдор Михайлович (Снежное, округ № 59).
- Блок «Партия труда и Либеральная партия — РАЗОМ» (1 человек) — Щербань Владимир Петрович (Донецк, округ № 41).
- Партия регионов (1 человек) — Рыбак Владимир Васильевич (Донецк, округ № 45).

В результате (при сумме мажоритарной и пропорциональной систем голосований) от Донецкой области прошло 20 депутатов-коммунистов, 14 самовыдвиженцев, по 2 от партии ПСПУ и Партии Зелёных Украины и по одному депутату от НРУ, НДП, Громада, СДПУ(о), Партия регионов, Блок «Партия труда и Либеральная партия — РАЗОМ», Блок СПУ и СелПУ.

## Президентские выборы на Украине (1999)
В первом туре на выборах президента Украины в 1999 году уверенно выходил на первое место Пётр Симоненко, получив 31 октября 1999 года 959 183 голосов из 2 434 445, принявших участие в голосовании, то есть 39,4 %. Следующий кандидат — действующий на тот момент президент Леонид Кучма — набрал лишь 778 104 голосов (32,0 %). Другие кандидаты (в сумме 28,6 %) получили следующее число голосов:
- Витренко Наталья Михайловна — 280 172 (11,5 %);
- Мороз Александр Александрович — 153 406 (6,3 %);
- Марчук Евгений Кириллович — 48 881 (2,0 %);
- Костенко Юрий Иванович — 16 778 (0,7 %);
- Ржавский Александр Николаевич — 12 433 (0,5 %);
- Онопенко Василий Васильевич — 11 123 (0,5 %);
- Удовенко Геннадий Иосифович — 10 102 (0,4 %);
- Кармазин Юрий Анатольевич — 9 364 (0,4 %)
- Кононов Виталий Николаевич — 6 412 (0,3 %);
- Базилюк Александр Филимонович — 6 153 (0,3 %);
- Габер Николай Александрович — 2 988 (0,1 %).

Как видно из приведенных цифр, почти 2/3 голосов, которые должны были быть распределены между двумя кандидатами, прошедшими во второй тур, представлены откровенно левыми кандидатами: Витренко и Мороз, что обещало абсолютную победу коммунисту Симоненко, который итак опережал Кучму более чем на 7 %. Однако во втором туре ситуация кардинально изменилась, и первое место получил Леонид Кучма, набрав 1 557 340 голосов из 2 943 688, принявших участие в голосовании, то есть 52,9 % (рост +65 %), а Симоненко соответственно 1 213 694 голосов (41,2 %) (рост +4,5 %). Большинством экспертов данная «коллизия» объясняется подлогом выборов, в результате чего Донецкая область, единственной из областей восточной Украины проголосовала не за коммуниста.
Некоторые объективные факты, подтверждающие нарушения выборов второго тура 1999 года:
- увеличение количества зарегистрированных избирателей в Донецкой области между двумя турами на 58 240 человек;
- увеличение явки избирателей на 509 243 человека (рост +21 %) — рекордная явка по Украине;
- большое количество испорченных бюллетеней во втором туре, в некоторых городах (Снежное, Бахмутский, Володарский район) до 7 %;
- несоответствие «арифметики» предпочтений избирателей первого и второго тура.

Максимальное количество, проголосовавших за Кучму во втором туре в следующих административных единицах области: Макеевка (59,72 %: этот город ещё в 1998 году избрал в Верховную Раду исключительно коммунистов), Авдеевка (58,53 %), Шахтёрский район (58,08 %), Славянск (57,96 %), Славянский район (57,92 %), Доброполье (57,53 %). Максимально количество, проголосовавших за Симоненко: Новогродовка (58,24 %), Амвросиевский район (55,81 %), Дебальцево (51,76 %), Харцызск (51,0 %).

## Президентские выборы на Украине (2004)
Единственные выборы на Украине, которые проходили в три тура, состоялись на фоне Оранжевой Революции в конце 2004 года. В Донецкой области преобладали голоса за Виктора Януковича.
Результаты первого тура (31 октября):
- Виктор Янукович — 86,7 %
- Пётр Симоненко — 3,3 %
- Виктор Ющенко — 2,9 %
- Александр Мороз — 1,3 %

Результаты второго тура (21 ноября):
- Виктор Янукович — 96,2 %
- Виктор Ющенко — 2,03 %

Результаты третьего тура (переголосование второго тура) (26 декабря):
- Виктор Янукович — 93,5 %
- Виктор Ющенко — 4,2 %

## Парламентские выборы на Украине (2006)

### Результаты
Результаты выборов народных депутатов Украины
Первое место ожидаемо заняла Партия Регионов, для которой Донбасс является традиционным регионом.

Остальные партии расположились следующим образом:
| №  | партия или блок                                                             | проголосовало | %     | максимум                  | минимум               |
| 1  | Партия регионов                                                             | 1 850 729     | 73,63 | Юнокоммунарск             | Комсомольское         |
| 2  | Блок Наталии Витренко «Народная оппозиция»                                  | 170 992       | 6,80  | Новгородское              | Добропольский район   |
| 3  | Социалистическая партия Украины                                             | 94 256        | 3,74  | Комсомольское             | Артемово              |
| 4  | Коммунистическая партия Украины                                             | 79 062        | 3,14  | Тельмановский район       | Светлодарск           |
| -- | --------------------------------------------------------------------------- | ------------- | ----- | ------------------------- | --------------------- |
| 5  | Блок Юлии Тимошенко                                                         | 62 138        | 2,47  | Святогорск                | Комсомольское         |
| 6  | Блок «Наша Украина»                                                         | 35 456        | 1,41  | Угледар                   | Святогорск            |
| 7  | Оппозиционный блок «Не Так!»                                                | 31 196        | 1,24  | Новоазовск                | Белозерское           |
| 8  | Партия «Вече»                                                               | 24 884        | 0,99  | Славянск                  | Юнокоммунарск         |
| 9  | Партия национально-экономического развития Украины                          | 10 820        | 0,43  | Новоазовск                | Северск               |
| 10 | Блок «Держава-Трудовой Союз»                                                | 8 947         | 0,35  | Великоновоселовский район | Краснолиманский район |
| 11 | Народный блок Литвина                                                       | 8 886         | 0,35  | Северск                   | Комсомольское         |
| 12 | Партия Зелёных Украины                                                      | 8 483         | 0,33  | Великоновоселовский район | Комсомольское         |
| 13 | Партия экологического спасения «ЭКО+25%»                                    | 6 457         | 0,25  | Тельмановский район       | Александровский район |
| 14 | Возрождение                                                                 | 6 168         | 0,24  | Красный Лиман             | Артемово              |
| 15 | Украинский Народный Блок Костенко и Плюща                                   | 6 142         | 0,24  | Марьинка                  | Юнокоммунаровск       |
| 16 | Селянская партия Украины                                                    | 5 439         | 0,21  | Кировское                 | Ждановка              |
| 17 | Гражданский блок Пора-ПРП                                                   | 4 906         | 0,19  | Святогорск                | Ждановка              |
| 18 | Блок Юрия Кармазина                                                         | 4 590         | 0,18  | Новогродовка              | Юнокоммунаровск       |
| 19 | Трудовая Украина                                                            | 4 503         | 0,17  | Константиновский район    | Шахтёрский район      |
| 20 | Зелёная планета                                                             | 3 556         | 0,14  | Курахово                  | Комсомольское         |
| 21 | Партия политики Путина                                                      | 2 411         | 0,09  | Бахмутский район          | Святогорск            |
| 22 | НДП                                                                         | 2 320         | 0,09  | Добропольский район       | Ждановка              |
| 23 | Партия Пенсионеров Украины                                                  | 2 236         | 0,08  | Ясиноватая                | Артёмово              |
| 24 | Народный Рух Украины за единство                                            | 2 130         | 0,08  | Комсомольское             | Ждановка              |
| 25 | Блок «За Союз»                                                              | 1 891         | 0,08  | Шахтёрск                  | Святогорск            |
| 26 | Социально-Христианская Партия                                               | 1 423         | 0,05  | Родинское                 | Украинск              |
| 27 | Партия Народного Доверия                                                    | 1 362         | 0,05  | Кировское                 | Белозерское           |
| 28 | Третья Сила                                                                 | 1 352         | 0,05  | Белицкое                  | Белозерское           |
| 29 | Социально-экологическая партия «Союз. Чернобыль. Украина»                   | 1 271         | 0,05  | Марьинка                  | Ждановка              |
| 30 | Украинская партия чести, борьбы с коррупцией и организованной преступностью | 1 175         | 0,04  | Комсомольское             | Марьинка              |
|    | остальные 15 партий и блоков, набравших менее 1000 голосов избирателей      | 9 776         | 0,31  |                           |                       |
|    | Против всех                                                                 | 24 658        | 0,97  | Авдеевка                  | Углегорск             |
|    | Всего                                                                       | 2 479 615     | 100   |                           |                       |

Как видно из таблицы, трёхпроцентный барьер на выборах народных депутатов набрали 4 партии и блока.
Карты, отображающие результаты голосования в Донецкой области на парламентских выборах на Украине 2006 г.
- Партия регионов
- Второе место
- СПУ

Результаты выборов депутатов Донецкого областного совета
| № | партия или блок                            | %      | мандатов | максимум                                                                                          |
| - | ------------------------------------------ | ------ | -------- | ------------------------------------------------------------------------------------------------- |
| 1 | Партия Регионов                            | 61,89  | 120      | Енакиево, Макеевка, Дебальцево, Торез, Снежное, Бахмутский и Шахтёрский районы                    |
| 2 | Блок Наталии Витренко «Народная оппозиция» | 6,9    | 13       | Харцызск, Торецк, Ясиноватая, Константиновка, Донецк                                              |
| 3 | Социалистическая партия Украины            | 5,9 %  | 10       | Мариуполь, Дружковка, Краматорск, Новоазовский, Тельмановский, Володарский, Старобешевский районы |
| 4 | Коммунистическая партия Украины            | 3,45 % | 7        | Красный Лиман, Красноармейск, Славянск, Великоновосёловский и Краснолиманский районы              |
| 5 | Блок Юлии Тимошенко                        | 2,84 % | 0        | Доброполье, Краматорск, Бахмут, Александровский и Добропольский районы                            |
| 6 | Блок «Наша Украина»                        | 1,10 % | 0        | Угледар, Донецк, Красноармейск, Мариуполь, Великоновоселовский районы                             |

Как видно из таблицы, трёхпроцентный барьер на выборах народных депутатов набрали 4 партии и блока. С учётом бонусных мест (за счёт партий и блоков, не набравших трёхпроцентный барьер) Партия Регионов получила 79,2 % мандатов депутатов областного совета, Блок Натальи Витренко «Народная оппозиция» — 8,83 %, Социалистическая партия Украины — 7,55 %, Коммунистическая партия Украины — 4,42 %. Для преодоления избирательного барьера Блоку Юлии Тимошенко не хватило 0,16 % голосов.

### Явка избирателей
Из 3 620 787 избирателей, зарегистрированных на территории Донецкой области, на выборах народных депутатов Украины приняло участие 2 513 464 человек, или 69,42 %, то есть чуть больше, чем в целом по Украине (67,68 %). Максимальная явка отмечалась в Константиновском районе (80,25 %), минимальная — в городе Артемово Дзержинского горсовета (58,82 %),

## Местные выборы (2010)
Во всех советах области (общее число — 413) победила Партия регионов, набравшая порой в небольших городах и посёлках до 100 % депутатских мандатов. Также представителями Партии регионов представлены 45 из 52 городских голов области. Исключениями являются главы следующих городов:
- Горловка — Клеп Евгений Викторович (Сильная Украина),
- Дебальцево — Проценко Владимир Васильевич (КПУ),
- Кировское — Кулиш Ольга Николаевна (КПУ),
- Снежное — Доронин Александр Александрович (Народная партия),
- Николаевка — Похидня Григорий Петрович (Народная партия),
- Новоазовск — Сидоренко Олег Валерьевич (Сильная Украина),
- Светлодарск — Брехунец Анатолий Федорович (КПУ).

### Выборы в областной совет
В областной совет прошли представители 4-х политических партий: Партия регионов (всего 166, или 92,2 % депутатских мандатов по смешанной системе), КПУ (всего 9 мест, или 5 %), Сильная Украина (всего 4 места, или 2,2 %), Аграрная партия (всего 1 место, или 0,6 %). Из 90 депутатов областного совета, избранных по мажоритарной системе — 88 (97,8 %) прошли от Партии регионов, по 1 (1,1 %) от КПУ и Аграрной партии. По системе партийных списков проголосовали следующим образом:
- всех избирателей — 3 384 476
- приняли участие — 1 526 574 (явка — 45,11 %)
- проголосовали за:
  - Партия регионов — 1 004 115 (65,78 %): 78 депутатов
  - КПУ — 107 332 (7,03 %): 8 депутатов
  - Сильная Украина — 56 166 (3,68 %): 4 депутата
  - Фронт змин — 40 698 (2,67 %)
  - Батьківщина — 34 809 (2,28 %)
  - ПСПУ — 22 004 (1,44 %)
  - «Дети войны» народная партия — 12 620 (0,83 %)
  - Русский блок — 12 545 (0,82 %)
  - СПУ — 10 838 (0,71 %)
  - Партия зелёных — 8 737 (0,57 %)
  - «Новая политика» — 8 600 (0,56 %)
  - Единый центр — 6 200 (0,41 %)
  - ВО «Свобода» — 5 392 (0,35 %)
  - Наша Украина — 4205 (0,28 %)
  - Аграрная партия — 4055 (0,27 %)
  - Молодёжная партия Украины — 3906 (0,26 %)
  - Христианское движение — 3132 (0,21 %)
  - Правда — 2989 (0,20 %)
  - Народная партия — 2765 (0,18 %)
  - Партия защитников Отечества — 2491 (0,16 %)
  - Справедливость — 2372 (0,16 %)
  - Народная власть — 1574 (0,10 %)
  - Третья сила — 1392 (0,09 %)
  - против всех — 128 523 (8,42 %)
  - испорченных бюллетеней — 39114 (2,56 %)

### Список городских, поселковых и сельских глав администрации
В таблице отмечены главы всех городов областного значения:
| Город          | Глава администрации                     | Партийность             | Результат | Прежнее место работы                                            |
| -------------- | --------------------------------------- | ----------------------- | --------- | --------------------------------------------------------------- |
| Донецк         | Лукьянченко, Александр Алексеевич       | Партия Регионов         | 72,09 %   | городской голова Донецка                                        |
| Авдеевка       | Черкасов, Юрий Александрович            | Партия Регионов         | 33,7 %    | городской голова Авдеевки                                       |
| Бахмут         | Рева, Алексей Александрович             | Партия Регионов         | 71,69 %   | городской голова Бахмута                                        |
| Горловка       | Клеп, Евгений Викторович                | Сильная Украина         | 49,19 %   | Пантелеймоновский поселковый голова                             |
| Дебальцево     | Проценко, Владимир Васильевич           | КПУ                     | 35,63 %   | полковник СБУ в отставке                                        |
| Торецк         | Слепцов, Владимир Никитович             | Партия Регионов         | 76,79 %   | городской голова Дзержинска                                     |
| Димитров       | Требушкин, Руслан Валерьевич            | Партия Регионов         |           |                                                                 |
| Доброполье     | Дерипаска, Виктор Трофимович            | Партия Регионов         | 50,95 %   | городской голова Доброполья                                     |
| Докучаевск     | Скобилин, Игорь Александрович           | Партия Регионов         | 49,22 %   |                                                                 |
| Дружковка      | Гнатенко, Валерий Сергеевич             | Партия Регионов         | 76,35 %   | городской голова Дружковки                                      |
| Енакиево       | Рухадзе, Сергей Жоржевич                | Партия Регионов         | 63,03 %   | городской голова Енакиево                                       |
| Ждановка       | Литвинов Сергей Николаевич              | Партия Регионов         | 58,80 %   | городской голова Ждановки                                       |
| Кировское      | Кулиш, Ольга Николаевна                 | КПУ                     | 28,94 %   | 1-й секретарь горкома КПУ                                       |
| Константиновка | Давыдов Сергей Дмитриевич               | Партия регионов         | 59,86 %   | предприниматель, депутат горсовета                              |
| Краматорск     | Костюков, Геннадий Андреевич            | Партия Регионов         | 33,47 %   | городской голова Краматорска                                    |
| Красноармейск  | Ляшенко, Андрей Геннадьевич             | Партия регионов         | 49,97 %   | городской голова Красноармейска                                 |
| Красный Лиман  | Перебейнос, Леонид Григорьевич          | Партия Регионов         | 45,91 %   | городской голова Красного Лимана                                |
| Макеевка       | Мальцев, Александр Николаевич (политик) | Партия Регионов         | 74,17 %   | городской голова Макеевки                                       |
| Мариуполь      | Хотлубей, Юрий Юрьевич                  | Партия Регионов         | 50,46 %   | городской голова Мариуполя                                      |
| Новогродовка   | Антоненко, Александр Викторович         | Партия регионов         | 43,66 %   | городской голова Новогродовки                                   |
| Селидово       | Ремизов, Виктор Владимирович            | Партия Регионов         | 38,6 %    | городской голова Селидово до 2006 г.                            |
| Славянск       | Штепа, Неля Игоревна                    | Партия регионов         | 60,53 %   | предс. благотвор. фонда «Спешите делать добро»                  |
| Снежное        | Доронин, Александр Александрович        | Народная партия Украины | 47,71 %   | директор филиала № 4 АОЗТ «Агроспецмонтаж»                      |
| Торез          | Антонов, Виктор Михайлович              | Партия Регионов         | 57,55 %   | городской голова Тореза                                         |
| Угледар        | Ширинский, Алим Мамбетович              | Партия Регионов         |           | городской голова Угледара                                       |
| Харцызск       | Дубовой, Валерий Владимирович           | Партия Регионов         | 49,54 %   | городской голова Харцызска                                      |
| Шахтёрск       | Наумович, Александр Владимирович        | Партия Регионов         | 65,28 %   | городской голова Шахтёрска                                      |
| Ясиноватая     | Русаченко, Александр Иосифович          | Партия регионов         | 41,5 %    | и. о. городского головы Ясиноватой, городской голова до 2006 г. |

#### Донецк
- городской голова — Лукьянченко Александр Алексеевич (72,08 % избирателей, от Партии регионов, повторно).
- ближайшие конкуренты: Андрей Амбросенок — 4,00 %, Владимир Марченко — 3,66 %, Сергей Аникушин — 2,74 %, Аркадий Яворский — 2,74 %, Виктория Васильева — 1,7 %, Кирилл Кудлай — 0,67 %, Роман Лыгин — 0,54 %. Не поддержали ни одного из кандидатов — 10,08 %.
- городской голова города Моспино — Меренков Михаил Николаевич.
- поселковый глава пгт Ларино — Хочкина Ольга Вячеславовна.
- в городском совете всего 90 мандатов, в Моспино — 32, пгт Ларино — 20 мандатов, в районных города советах: от 60 мандатов (Кировский райсовет) до 40 (Ворошиловский, Куйбышевский и Петровский), в Будённовском и Пролетарской по 50, Калининском — 54, Киевском и Ленинском — по 56 мандатов.
- по результатам выборов в многомандатном избирательном округе в Донецкий городской совет прошли:
  - Партия регионов (71,70 %, 40 депутатов),
  - КПУ (5,17 %, три мандата),
  - «Сильная Украина» (3,17 %, два мандата).
- не прошли в городской совет следующие партии:
  - Батьківщина (2,22 %)
  - «Фронт змін» (1,82 %)
  - ПСПУ (1,19 %)
- против всех — 7,26 %
- Во все представительские органы власти вошли представители Партии регионов и КПУ, в 8 районах города Донецка будут заседать представители «Сильной Украины», в 3 райсоветах Донецка — «Батькивщини», в 2 — «Фронта змін».

#### Авдеевка
- городской голова — Юрий Черкасов (33,7 % избирателей, от Партии регионов, повторно).
- ближайший конкурент — замдиректора ООО «Акцент» Сергей Гостев (выдвинут «Сильной Украиной») набрал 25,3 %.
- в городском совете всего 36 мандатов.

#### Бахмут
- городской голова — Рева Алексей Александрович (свыше 70 %, от Партии регионов, повторно)
- городской голова города Соледар — Товстокоренко, Юрий Васильевич (58 %, от Партии регионов, новый городской голова).
- городской голова города Часов Яр — Опанасенко, Ольга Михайловна (57 %, от Партии регионов), ближайший конкурент — Руслан Макарович («Фронт змин»).
- в городском совете всего 60 мандатов, в Соледаре и Часовом Яре — по 30 мандатов.

#### Горловка
- городской голова — Клеп Евгений Викторович (39 925 голосов, или 49,2 %, от Сильной Украины, до этого — Пантелеймоновский поселковый глава).
- ближайшие конкуренты — Сахарчук Иван Андреевич (13 706 голосов, или 16,9 %, от Партии регионов, предыдущий городской голова), Вадим Соломаха (8 939, или 11 %), против всех — 6 053 (7,5 %). Явка на выборах: 81 168 проголосовавший из 219 700 по спискам (36,94 %).
- поселковый голова пгт Гольмово — Ходусова Елена Дмитриевна, пгт Зайцево — Елизаров Николай Николаевич, пгт Пантелеймоновка — Реутова Светлана Викторовна.
- в городском совете всего 76 мандатов, в поселковых советах Пантелеймоновки и Гольмовского — по 30, Зайцево — 20 мандатов.
- по результатам выборов в многомандатном избирательном округе в городской совет прошли:
  - Партия регионов (44,54 %): 24 мандата и 36 из 38 мажоритарных мандатов, всего — 60 из 76,
  - Сильная Украина (9,24 %): 5 мандатов
  - КПУ (7,66 %): 4 мандатов
  - Европейская партия Украины (3,81 %): 2 мандата
  - Батьківщина (3,2 %): 2 мандата
  - Единый центр (3,1 %): 1 мандат

#### Дебальцево
- городской голова — Проценко Владимир Васильевич (5 217 голосов, или 35,63 %, от КПУ, полковник СБУ в отставке).
- в выборах городского головы приняло участие 14 644 человек из 37 694 по спискам (явка — 38,85 %).
- ближайшие конкуренты — Бондарчук Андрей Дмитриевич (4 081, или 27,87 %, от Партии регионов), Вьюков Александр Васильевич (1 109, или 7,57 %), Емельянова Анна Викторовна (912, или 6,23 %), Данченко Андрей Владимирович (510, или 3,48 %). Против всех — 2 486 (16,98 %).
- городской голова Светлодарска — Брехунец, Анатолий Фёдорович — беспартийный.
- поселковый голова пгт Мироновский — Костоглодов Игорь Дмитриевич (Партия регионов).
- в городском совете всего 46 мандатов, в Светлодарске и пгт Мироновский по 30 мандатов.
- в выборах депутатов городского совета приняло участие 14 644 избирателя из 37 694 по спискам (38,85 %). По мажоритарным округам прошли 22 представителя Партии регионов и 1 — Народной партии. По результатам выборов в многомандатном избирательном округе в городской совет прошли:
  - Партия регионов (8 258 голоса, 56,39 %): 18 мандатов (+ 22 — по мажоритарным округам, итого 40 из 46)
  - КПУ (1 661 голоса, 11,34 %): 4 мандата
  - Сильная Украина (549 голоса, 3,75 %): 1 мандат
- не прошли в городской совет следующие партии:
  - Батьківщина (453 голоса, 3,09 % — вероятно, ошибка?)
  - ПСПУ (353 голоса, 2,41 %)
  - Фронт змин (338 голоса, 2,31 %)
  - Народная партия (309 голосов, 2,11 %)
  - Единый центр (283 голоса, 1,93 %)
- против всех (2 092 или 14,29 %).

#### Дзержинск
- городской голова — Слепцов Владимир Никитович (22 975 голосов, или 76,79 %, от Партии регионов, повторно). В выборах городского головы приняло участие 29 918 человек.
- ближайшие конкуренты — Ерошенко Людмила Викторовна (3 034 голосов, или 10,14 %), Бобров Олег Петрович (1 262 голосов, 4,22 %). Против всех — 2 293 голосов (7,66 %).
- городской голова города Артёмово и посёлков:
  - город Артёмово — Наумов, Владимир Александрович (2 036 голосов, от Партии регионов) повторно, ближайший конкурент — Дидоренко Владимир Иванович (734 голоса, от КПУ),
  - пгт Новгородское — Ленко Николай Николаевич (3 296 голосов, или 63,56 %, от Партии регионов). Приняло участие 5 186 избирателей. Ближайшие конкуренты: Дойных Сергей Иванович (503, или 9,70 %, от ПСПУ), Герцев Николай Александрович (406, или 7,83 %, беспартийный), Собчук Александр Николаевич (156, или 3,0 %), Филь Олег Станиславович (153, или 3,0 %), Савчук Пётр Александрович (139, или 2,68 %),
  - пгт Щербиновка — Бергий Нелли Михайловна (1 189 голосов, от Партии регионов), ближайший конкурент — Щетина Галина Михайловна (429 голосов, от ПСПУ),
  - пгт Кирово — Карамышева Валентина Николаевна (2 790 голосов, от Партии регионов), ближайшие конкуренты: Наконечный Владимир Виналиевич (471 голос, от ПСПУ), Тесленко Владимир Викторович (352 голоса, от КПУ), Черепов Владимир Николаевич (276 голос, беспартийный).
- в городском совете всего 46 мандатов, в городе Артёмово и пгт Кирово и Новгородское по 30, в пгт Щербиновка — 22 мандата.
- по результатам выборов в многомандатном избирательном округе в городской совет прошли:
  - Партия регионов: 19 мандатов (+ 21 — по мажоритарным округам, итого 40 из 46),
  - КПУ: 3 мандата,
  - СПУ: 1 мандат
  - 2 мандата по мажоритарной системе получили представители Сильной Украины.

#### Димитров
- городской голова — Требушкин Руслан Валерьевич (7 860 голосов, 50,91 %, от Партии регионов, вновь). Явка избирателей — 15 439 человек (38,9 %).
- ближайшие конкуренты — Ревва Лариса Николаевна (4 879 голосов, 31,60 %, от «Фронт змін», исполняла обязанности городского головы с 9 октября 2009 года, вышла из Партии регионов 27 сентября 2010 года), Сирота Вячеслав Анатольевич (600 голосов, или 3,89 %), Абрамов Александр Викторович (382 голоса, или 2,47 %), Лысыченко Владимир Васильевич (374 голоса, или 2,42 %).
- в городском совете всего 40 мандатов.
- по результатам выборов по мажоритарным округам прошли только представители Партии регионов (20 мандатов), а в многомандатном (по партиям) избирательном округе в городской совет прошли:
  - Партия регионов: 15 мандатов (+ 20 — по мажоритарным округам, итого 35 из 40)
  - «Фронт змін»: 5 мандатов.

#### Доброполье
- городской голова — Виктор Дерипаска (около 11 000 голосов, или около 52 %, от Партии регионов, повторно). В выборах приняло участие около 21 000 избирателей (явка — 40,7 %).
- ближайший конкурент — Виктор Сергеев (около 4 500 голосов, или около 21 %). Было только 2 кандидата. Против всех около 5 500 (около 26 %).
- городской голова города Белицкое — Заварзин, Александр Тихонович от Партии Регионов — повторно.
- городской голова города Белозёрское — Разуменко, Александр Николаевич от Партии Регионов — повторно.
- в городском совете всего 40 мандатов, в городах Белицкое, Белозёрское и пгт Новодонецкое по 30 мандатов.
- по результатам выборов в многомандатном избирательном округе в городской совет прошли:
  - Партия регионов — 51 %,
  - КПУ,
  - «Женщины за будущее»,
  - Сильная Украина.

#### Докучаевск
- городской голова — Игорь Скобилин (от Партии регионов, вновь)
- ближайший конкурент — Павел Тарасенков (от Сильной Украины) умер в день выборов, 31 октября 2010 года
- в городском совете всего 40 мандатов.
- по результатам выборов в многомандатном избирательном округе в городской совет прошли:
  - Партия регионов (6 035 голосов, или 62,15 %): 16 мандатов (+ 18 — по мажоритарным округам, итого 34 из 40)
  - ПСПУ (558 голосов, или 5,75 %): 2 мандата
  - Батьківщина (549 голосов, или 5,65 %): 1 мандат (+ 1 по мажоритарным округам, итого 2)
  - «Сильная Украина» (404 голоса, или 4,16 %): 1 мандат
  - 1 мандат по мажоритарной системе получил представитель Единого центра.

#### Дружковка
- городской голова — Гнатенко Валерий Сергеевич (около 80 %, от Партии регионов, повторно: был городским головой до 18 мая 2010 года). Явка — около 37 %, против всех проголосовало около 10 %.
- ближайший конкурент — Александр Нефёдов (более 10 %, от Сильной Украины).
- в городском совете всего 50 мандатов, в пгт Алексеево-Дружковка — 30, а пгт Райское — 16 мандатов.
- по результатам выборов в многомандатном избирательном округе в городской совет прошли:
  - Партия регионов: 43 мандата
  - КПУ: 5 мандатов
  - Батьківщина: 1 мандат
  - «Сильная Украина»: 1 мандат

#### Енакиево
- городской голова — Рухадзе, Сергей Жоржевич (около 66 %, от Партии регионов, повторно)
- ближайшие конкуренты — Покрова Руслан Анатольевич (около 25 %, от «Рідна Вітчизна»), Воропаева Лариса Владимировна (7 %, от Батьківщина), против всех — 8 %.
- городской голова города Углегорск — Мартынов, Михаил Алексеевич (от Партии регионов), ближайший конкурент — Курицкий (набрал на 1 500 голосов меньше).
- городской голова города Юнокоммунаровск — Роленко, Александр Викторович (от Партии регионов)
- в городском совете всего 50 мандатов, в городах Углегорск и Юнокоммунаровск, в пгт Карло-Марксово и Булавинское по 30 мандатов, в пгт Ольховатка — 24, в пгт Корсунь — 20 мандатов.
- по результатам выборов в многомандатном избирательном округе в городской совет прошли:
  - Партия регионов: 23 мандата (+ все 25 мандатов по мажоритарным округам, итого 48 из 50),
  - КПУ: 1 мандат;
    - Сильная Украина: 1 мандат.

#### Константиновка
- городской голова — Сергей Давыдов (21 314 голосов, или 59,8 %, от Партии регионов)
- ближайший конкурент — Леонид Ефремов (около 11 %, от «Фронта змін»)
- в городском совете всего 40 мандатов.

#### Краматорск
- городской голова — Костюков Геннадий Андреевич (19 312 голосов, или 33,47 %, от Партии регионов, повторно). Всего голосовало 57 696 избирателей. Против всех — 12 330 голосов, или 23,1 %.
- ближайшие конкуренты — Владимир Ржавский (5 984 голосов, или 10,37 %), Сергей Гордиенко (5 862, или 10,16 %), Дмитрий Кривошеев (5 277, или 9,14 %), Галина Смаглий (4 909, или 8,5 %), Дмитрий Огурцов (1 332, или 2,3 %), Сергей Ковальчук (1 116, или 1,93 %).
- в городском совете всего 50 мандатов, в поселковом совете пгт Красноторка — 32 мандата, в пгт Беленькое, Шабельковка, Ясногорка — по 30 мандатов.
- по результатам выборов по мажоритарным округам прошли только представители Партии регионов (25 мандатов), а в многомандатном (по партиям) избирательном округе в городской совет прошли:
  - Партия регионов (26 712 голосов, или 47,68 %): 15 мандатов (+ 25 — по мажоритарным округам, итого 40 из 50)
  - «Фронт змін» (4 712, или 8,55 %): 3 мандата
  - КПУ (4 409, или 7,87 %): 2 мандата
  - Батьківщина (3 536, или 5,31 %): 2 мандата
  - Сильная Украина (2 047, или 3,65 %): 1 мандат
  - ПСПУ: 1 мандат
  - против всех 7 546 голосов, или 13,47 %.

#### Красноармейск
- городской голова — Андрей Ляшенко (13 252 голосов, 49,95 %, от Партии регионов, повторно)
- ближайшие конкуренты — Валерий Аржавитин (4 978 голосов, или 18,76 %), Юрий Лазарев (4 667, или 17,59 %). Явка избирателей — 42 %.
- городской голова города Родинское — Джураев, Валерий Мусаевич (от Партии регионов), явка избирателей — 41,4 % (всего по спискам — около 9 000 жителей)
- в городском совете всего 40 мандатов, в городе Родинское — 30 мандатов, в пгт Шевченко — 20.
- по результатам выборов по мажоритарным округам прошли только представители Партии регионов (20 мандатов), а в многомандатном (по партиям) избирательном округе в городской совет прошли:
  - Партия регионов: 14 мандатов (+ 20 — по мажоритарным округам, итого 34 из 40)
  - КПУ: 3 мандата,
  - «Фронт змин»: 2 мандата
  - Либеральная партия Украины: 1 мандат
- по результатам выборов по партийным спискам в Родинский горсовет прошли представители Партии регионов, «Новая политика» и КПУ.

#### Макеевка
- городской голова — Мальцев Александр Николаевич (политик)
- поселковый глава пгт Ясиновка — Свинарь Игорь Николаевич, по результатам выборов в многомандатном избирательном округе в поселковый совет прошли 27 представителей Партии регионов, 2 — КПУ, 1 — СПУ.
- поселковый глава пгт Криничное — Шеремет Виктор Николаевич, депутаты — все от Партии регионов, поселковый глава пгт Грузско-Зорянское — Уварова Елена Николаевна, депутаты — все от Партии регионов, поселковый голова пгт Нижняя Крынка — Гудков Геннадий Иванович, депутаты — все от Партии регионов, поселковый голова администрации пгт Пролетарское — Чулакова Мария Петровна, депутаты — все от Партии регионов.
- в городском совете всего 76 мандатов, в поселковых советах пгт Грузско-Зорянское, Нижняя Крынка, Пролетарское, Ясиновка — по 30 мандатов, пгт Криничное — 20 мандатов.
- по результатам выборов по мажоритарным округам прошли только представители Партии регионов (38 мандатов), а в многомандатном (по партиям) избирательном округе в городской совет прошли:
  - Партия регионов: 36 мандатов (+ 38 — по мажоритарным округам, итого 74 из 76),
  - КПУ: 2 мандата.

#### Мариуполь
Подробнее — см. Выборы в Мариуполе.
- городской голова — Хотлубей Юрий Юрьевич (62 216 голосов, или 50,46 %, от Партии регионов, повторно).
- в выборах городского головы приняло участие 123 303 человека из 344 721 по спискам (явка — 35,77 %).
- ближайшие конкуренты — Ярошенко Александр Александрович (14 385 голосов, или 11,67 % от Фронта змин), Печеришный Григорий Иванович (9 543 голосов, или 7,74 % от КПУ), Николаев Михаил Евгеньевич (от Батьківщина), наименьшее количество у Сокрута Виктор Анатольевич — (203 голоса, или 0,16 %). Всего 12 кандидатов. Не поддержали ни одного из кандидатов 12 756 человек — 10,34 %.
- поселковые главы:
  - пгт Старый Крым — Балабанов, Михаил Иванович (около 70 % от Партии регионов, повторно, единственный кандидат),
  - пгт Сартана — Махсма, Степан Григорьевич (от Партии регионов), конкурент — Владимир Скударь (от КПУ), прежний глава, Владимир Кирьяков не баллотировался,
  - пгт Талаковка — Красиков, Николай Иванович (от Партии регионов, вновь), всего 5 кандидатов, прежний глава, Григорий Иваненко не баллотировался.
- в городском совете всего 76 мандатов, в поселковых советах (Старый Крым, Сартана, Талаковка) — по 30 мандатов.
- в выборах депутатов городского совета приняло участие 123 303 человека из 344 721 по спискам (явка — 35,77 %). По мажоритарным округам прошли только представители Партии регионов (все 38 мест). По результатам выборов в многомандатном избирательном округе в городской совет прошли:
  - Партия регионов (65 032 голосов, или 52,74 %): 26 мандатов (+ 38 — по мажоритарным округам, итого 64 из 76)
  - КПУ (10 709, или 8,68 %): 4 мандата
  - «Фронт змин» (10 174, или 8,25 %): 4 мандата
  - «Сильная Украина» (4 736, или 3,84 %): 2 мандата
  - СПУ (4 461, или 3,62 %): 2 мандата
- не прошли в городской совет следующие партии:
  - Батьківщина (3 613, или 2,93 %)
  - КПУ (обновлённая) (3 531, или 2,86 %)
  - Социал-демократическая партия Украины (1 522, или 1,23 %)
- против всех (11 516, или 9,34 %)

#### Новогродовка
- городской голова — Александр Антоненко (2 546 голосов, или 43,69 %, от Партии регионов, повторно).
- всего приняло участие 5 828 избирателей из 12 201 по спискам (явка — 47,77 %).
- ближайшие конкуренты — Константин Мусейко (1 993 голоса, или 34,20 %, от партии «Защитники Отечества»), Александр Ильенко (648 голосов, или 11,12 %), против всех — 409 голосов, или 7,02 %.
- в городском совете всего 36 мандатов.

#### Селидово
- городской голова — Виктор Ремизов (38,6 %, от Партии регионов, городской голова Селидово до 2006 г.)
- ближайший конкурент — Евгений Босенко (37,3, от «Единый центр»), Валерий Латынин, Лариса Лионяева.
- городской голова города Горняк — Архипенко, Владимир Григорьевич от Партии Регионов — повторно.
- городской голова города Украинск — Комар, Виктор Иванович от Партии Регионов.
- в городском совете всего 36 мандатов, в городах Горняк и Украинск по 30 мандатов, в пгт Кураховка — 20, в пгт Цукурино — 16 мандатов.

#### Славянск
- городской голова — Штепа Неля Игоревна (около 60 %, от Партии регионов, председатель благотворительного фонда «Спешите делать добро»).
- Общее число избирателей Славянска — 91 306, Николаевки — 11 117, Святогорска — 2 777 человек. Явка по Славянску — 31,4 % (наименьшая по области).
- ближайшие конкуренты — Владимир Винниченко (8 %, от Народной партии), Владимир Малюгин (6 %, Партия Зелёных), Оксана Нечипоренко (2 %, ВО «Свобода»), Алексей Пивовар (2 %, «Единый центр»).
- городской голова города Николаевка — Похидня, Григорий Петрович (от Народной партии), города Святогорск — Дзюба, Александр Иванович (от Партии регионов, повторно).
- в городском совете всего 60 мандатов, в городе Николаевка — 30 мандатов, в городе Святогорск — 26 мандатов.
- по результатам выборов в многомандатном избирательном округе в Славянский городской совет прошли:
  - Партия регионов (45,7 %),
  - КПУ (11,5 %),
  - ПСПУ (4,84 %),
  - Сильная Украина (6,06 %),
  - «Фронт змин» (3,35 %),
  - «Дети войны» Народная партия (3,3 %).

#### Снежное
- городской голова — Доронин Александр Александрович (от Народной партии, бывший директор филиала № 4 АОЗТ «Агроспецмонтаж»)
- ближайшие конкуренты — Чепурной Валентин Семёнович (от Партии регионов, предыдущий глава администрации, набрал на 2 000 голосов меньше), Лисий Валерий Михайлович (от «Наша Украина»).
- в городском совете всего 38 мандатов, в пгт Северное — 30 мандатов, пгт Первомайский — 20, в пгт Андреевка, Горняцкое и Залесное — по 16 мандатов.
- по результатам выборов в многомандатном избирательном округе в городской совет прошли:
  - Партия регионов (8 945 голосов, или 47 %): 11 мандатов
  - Народная партия (3 278, или 17,3 %): 4 мандата
  - КПУ (1 778, или 9,4 %): 2 мандата
  - Сильная Украина (1 110, или 5,8 %): 1 мандат
  - СПУ (699, или 3,7 %): 1 мандат
- не прошли в горсовет:
  - ПСПУ (308, или 1,6 %),
  - «Фронт змін» (275, или 1,4 %),
  - «Наша Украина» (148, или 0,8 %),
  - «Новая политика» (144, или 0,8 %),
  - Русский блок (134, или 0,7 %),
  - против всех — 1 582 (8,3 %).

#### Харцызск
- городской голова города Зугрэс — Павленко, Сергей Иванович от Партии Регионов.
- городской голова города Иловайск — Ветер, Николай Иванович от Партии Регионов.

#### Шахтёрск
- городской голова — Наумович Александр Владимирович (от Партии регионов).
- явка — 51 % (наибольшая среди городов области).
- в городском совете всего 50 мандатов, в пгт Стожковское — 20 мандатов, в пгт Контарное и Сердитое — по 16.

#### Ясиноватая
- городской голова — Александр Русаченко (41,5 %, от Партии регионов, и. о. городского головы с 2010 года)
- ближайшие конкуренты — Наталья Андриенко (около 22 %, от Сильной Украины)
- предыдущий городской голова (с 2006 по 2010 год), Евгений Ищенко-Гиллер, баллотировавшийся от СПУ, был снят во время выборов.
- в городском совете всего 36 мандатов.

#### Александровский район
- явка на выборах — 66 %.
- поселковый глава пгт Александровка — Незнанов, Анатолий Григорьевич от Партии Регионов, повторно
- в районном совете всего 32 мандатов, 30 из них (93,8 %) — Партия Регионов, 2 (6,2 %) — КПУ.

#### Амвросиевский район
- городской голова города Амвросиевка — Скляров Игорь Викторович (3 612 голосов, или 48,01 %), член Партии Регионов (повторно).
- ближайшие конкуренты — Костин Александр Михайлович (1 771 голос, или 23,54 %), Миненко Игорь Леонидович (975 голосов, или 12,26 %). Против всех 945 избирателей (12,56 %).
- в районном совете всего 36 мандатов, 33 из них (91,7 %) — Партия Регионов, 3 (8,3 %)- КПУ.
- в городском совете города Амвросиевка — 30 мандатов.

#### Бахмутский район
- городской голова города Северск — Гура, Александр Николаевич (1 680 голосов, или 47,63 %). (от Партии регионов, повторно).
- ближайшие конкуренты — Виталий Гатченко (913 голосов, или 25,89 %), Андрей Драголюбов (222 голоса, или 6,29 %), Сергей Ткаченко (201 голос, или 5,7 %), Владимир Гатченко (71 голос, или 2,01 %). Против всех — 11,11 %. Явка избирателей — 3527 человек 40 %.
- в районном совете всего 52 мандатов, 48 из них (92,3 %) — Партия Регионов, по 2 мандата (3,8 %) — от КПУ и Батьківщина.
- в городском совете города Северск — 30 мандатов.
- По результатам выборов в многомандатном избирательном округе в Северский городской совет прошли:

Партия регионов, (2 016 голосов, 57,16 %): 11 мандатов (+ 12 — по мажоритарным округам, итого 23 из 30),
КПУ (429 голосов, 12,16 %): 2 мандата (+ 2 — по мажоритарным округам),
Единый Центр (293 голоса, 8,31 %): 2 мандата (+ 1 — по мажоритарному округу).

#### Великоновосёлковский район
- явка на выборах — 74,91 % (максимальная среди городов и районов области).
- поселковый голова пгт Великая Новосёлка — Тюрин, Сергей Станиславович от Партии Регионов (бывший директор ОШ № 2)
- в районном совете всего 34 мандатов, из них 30 (88,2 %) от Партия Регионов, 4 (11,8 %) — КПУ.

#### Волновахский район
- городской голова города Волноваха — Демченко, Сергей Владимирович (от Партии регионов, повторно, чемпион Украины по гиревому спорту, генерал-майор казачьего куреня).
- в районном совете всего 68 мандатов, 56 (82,4 %) — от Партия Регионов, 5 (7,4 %) — КПУ, 3 (4,4 %) — «Фронт змін», по 2 (2,9 %) от Аграрная партия Украины и «Сильная Украина».
- в городском совете города Волноваха — 36.

#### Володарский район
- явка на выборах — 65,14 %.
- 10 сельских глав администраций из 11 — представители Партии регионов (Касьяновский сельский глава — беспартийный).
- поселковый голова пгт Никольское — Майшмаз, Фёдор Сергеевич, глава села Боевое — Чеграхчи, Михаил Семёнович, села Республика — Степанченко, Виктор Иванович, села Малоянисоль — Бахчисарай, Евгения Фёдоровна, села Зелёный Яр — Юзвинкевич Николай Вилиевич, села Заря — Лапенко Надежда Сергеевна, села Кальчик — Рыбкина Надежда Анатольевна, села Касьяновка — Авджи Константин Вилианович, села Новокрасновка — Безлюдный Сергей Леонидович, села Старченково — Жуков Александр Андреевич, села Тополиное — Галла Константин Георгиевич.
- в районном совете всего 44 мандата.
- по результатам выборов в многомандатном избирательном округе в городской совет прошли:
  - Партия регионов (95,5 %): 42 мандата,
  - КПУ: 2 мандат (4,5 %).
- в сельские советы (общее число мандатов — 198) прошли преимущественно представители Партии Регионов — 173 (87 %), самовыдвиженцы — 16 (8 %), КПУ — 9 (5 %). В Малоянисольском и Старченковском сельсоветах все депутаты — представители Партии Регионов. В Володарском районе наблюдается максимальный результат Партии Регионов на юге Донецкой области.

#### Добропольский район
- явка — около 60 %
- из 11 поселковых советов в четырёх произошли кадровые изменения
- поселковый голова пгт Святогоровка — Виктор Белянкин (самый молодой глава Донецкой области — 24 года)
- в районном совете всего 44 мандата.
- по результатам выборов в многомандатном избирательном округе в районный совет прошли:
  - Партия регионов — 35 (79,5 %),
  - КПУ — 4 (9,1 %),
  - «Сильная Украина» — 2 (4,5 %) — по округу села Доброполье,
  - «Батьківщина» — 2 (4,5 %) — по округу сёл Весёлое Поле, Первомайское
  - «Единый центр» — 1 (2,3 %) — по округу сёл Каменка, Лиман, Петровское.

#### Константиновский район
- явка на выборах — 67,76 %.
- в районном совете всего 40 мандатов, 36 из них (90 %) — Партия Регионов, 4 (10 %) — КПУ.

#### Красноармейский район
- в районном совете всего 40 мандатов, 35 из них (87,5 %) — Партия Регионов, 5 (12,5 %) — КПУ.

#### Марьинский район
- городской голова города Марьинка — Пономаренко, Валентина Борисовна (66 %, вновь, ранее — заведующая собесом). Явка по городу — 55,6 %.
- городской голова города Красногоровка — Легкоступ, Сергей Викторович — от Партии Регионов, повторно.
- городской голова города Курахово — Сажко, Сергей Николаевич от Партии Регионов.
- ближайшие конкуренты — Александр Вилиток (около 22 %, прежний городской голова), Анатолий Цыбульник (2 %, продавец местного промышленного магазина), Дмитрий Миненко (около 2 %, водитель).
- в районном совете всего 80 мандатов, 73 из них (91,7 %) — Партия Регионов, 5 (6,3 %) — КПУ, 2 (2,5 %) — Народная партия (по округу села Новомихайловка).
- в городском совете города Марьинка — 30 мандатов, в городах Красногоровка и Курахово по 36 мандатов.

#### Новоазовский район
- явка на выборах — 51,6 % (одна из наименьших среди районов области).
- городской голова города Новоазовск — Сидоренко, Олег Валерьевич (36,6 %, от Сильная Украина, повторно).
- ближайший конкурент — Виктор Гроздов (28,3 %, от Партия регионов).
- с мая 2012 года — городской голова города Новоазовск — Орловский Владимир Казимирович (84,2 % при явке 30,3 %) — представитель Партии Регионов, работавший до этого заместителем главы городской администрации.
- 13 сельских глав администраций из 15 (включая г. Новоазовск и пгт Седово) — представители Партии регионов, сельские главы Саханки и Казацкого — беспартийные.
- поселковый голова администрации пгт Седово — Безусенко Виктор Иванович, сельский голова села Безыменное — Жук Сергей Иванович, села Приморское — Марченко Светлана Викторовна, села Хомутово — Ткач Вита Петровна, села Розы Люксембург — Федорук Николай Иванович, села Виноградное — Яцко Евгений Кузьмич, села Павлополь — Шапкин Сергей Витальевич, села Лебединское — Гвоздиевская Екатерина Ивановна, села Казацкое — Харченко Николай Иванович, села Коминтерново — Чекмак Василий Петрович, села Красноармейское — Дяченко Ирина Владимировна, села Самойлово — Андреева Наталья Викторовна, села Саханка — Ивченко Пётр Васильевич, села Широкино — Глущенко Александр Николаевич.
- в районном совете всего 60 мандатов, в городе Новоазовск — 30.
- по результатам выборов в многомандатном избирательном округе в районный совет прошли:
  - Партия регионов: 46 мандата из 60 (76,7 %),
  - КПУ: 6 (10 %)
  - Сильная Украина: 4 (6,7 %)
  - СДПУ(о): 3 (5 %)
  - «Фронт змин»: 1 (1,7 %)
- по результатам выборов в Новоазовский городской совет прошли:
  - Партия регионов: 25 мандата из 30 (83,3 %),
  - Сильная Украина: 3 (10 %)
  - КПУ: 2 (6,7 %)
- для сельских советов Новоазовского района характерно широкое представительство разных политических сил: в 9 сельских советах 16 депутатов от КПУ, в трёх — 10 от Народной партии, в 5 — 5 от Аграрной партии Украины, в двух — 5 от СДПУ(о), в двух — 4 от «Фронта Змін», в одном (Новоазовском горсовете) — 3 депутата от «Сильной Украины», водном (Казацком сельсовете) — 2 депутата от СДПУ, а также 26 депутатов-самовыдвиженцев.

#### Першотравневый район
- явка на выборах — 56 %.
- 5 из восьми сельских и поселковых глав администраций — представители Партии Регионов (исключения — самовыдвиженцы головы пгт Ялта, сёл Мелекино и Стародубовка)
- поселковый голова пгт Мангуш — Котенджи, Александр Валентинович (от Партии регионов, повторно), пгт Ялта — Черница, Дмитрий Васильевич (самовыдвиженец, повторно), сельский голова села Мелекино — Попович Владимир Прокофьевич, села Урзуф — Аврамов Анатолий Константинович, села Бердянское — Букреева Наталья Александровна, села Ильичёвское — Супрун Леонид Тимофеевич, села Камышеватое — Кушнир Леонид Анатольевич, села Стародубовка — Иванин Михаил Николаевич.
- в районном совете всего 48 мандатов.
- по результатам выборов в многомандатном избирательном округе в городской совет прошли:
  - Партия регионов 39 из 48 мандатов (81,3 %).
  - «Сильная Украина» — 4 (8,3 %)
  - Батьківщина — 3 (6,3 %)
  - КПУ — 2 (4,2 %)
- в пяти из восьми сельсоветов представлены только самовыдвиженцы и депутаты от Партии Регионов, в Стародубовском сельсовете все депутаты представляют Партию Регионов, в одном (Камышеватском) сельсовете имеются 2 депутата от КПУ, а в двух (Камышеватском и Мелекинском)

сельсоветах — 2 депутата от Батьківщина.

#### Славянский район
- в районном совете всего 32 мандата, 27 из них (84,4 %) — Партия Регионов, 3 (9,4 %) — Аграрная партия Украины (по округу сёл Адамовка, Никольское, Хрестище), 2 (6,3 % %) — КПУ.

#### Старобешевский район
- в районном совете всего 56 мандатов, 53 из них (94,6 %) — Партия Регионов, 3 (5,4 %) — КПУ.
- городской голова города Комсомольское — Ледовских, Владимир Фёдорович — беспартийный, повторно.

#### Тельмановский район
- в районном совете всего 60 мандатов, 53 из них (88,3 %) — Партия Регионов, 5 (8,3 %) — КПУ, по одному (1,7 %) от «Фронт змін» и «Батьківщина».

#### Шахтёрский район
- в районном совете всего 26 мандатов, 23 из них (88,5 %) — Партия Регионов, 2 (7,7 %) — КПУ, 1 (3,8 %) — «Сильная Украина».

#### Ясиноватский район
- в районном совете всего 48 мандатов, 39 из них (81,3 %) — Партия Регионов, 3 (6,3 %) — КПУ, по два (4,2 %) от «Фронт змін» (по округам сёл Весёлое, Новосёловка-Первая), «Сильная Украина» (по округу села Розовка) и «Батьківщина» (по округу села Пески).

## Парламентские выборы на Украине (2012)
Результаты по городам и районам области
| Регион                     | Явка  | ПР    | КПУ   | Батькивщина | Удар  | Свобода | Фамилия депутата              | Поддержка депутата | Фамилия второго              | Поддержка второго |
| -------------------------- | ----- | ----- | ----- | ----------- | ----- | ------- | ----------------------------- | ------------------ | ---------------------------- | ----------------- |
| Донецк                     | 66,43 | 71,33 | 13,25 | 4,73        | 4,67  | 1,34    |                               |                    |                              |                   |
| Будённовский район         | 76,10 | 76,74 | 11,79 | 3,33        | 3,63  | 1,03    |                               |                    |                              |                   |
| Ворошиловский район        | 59,81 | 54,78 | 15,85 | 9,10        | 9,57  | 2,69    |                               |                    |                              |                   |
| Калининский район          | 58,82 | 62,73 | 15,12 | 6,67        | 6,90  | 2,20    |                               |                    |                              |                   |
| Киевский район             | 73,78 | 76,38 | 10,96 | 3,69        | 3,90  | 1,14    |                               |                    |                              |                   |
| Кировский район            | 67,61 | 74,35 | 12,80 | 3,96        | 3,65  | 1,03    |                               |                    |                              |                   |
| Куйбышевский район         | 49,90 | 59,86 | 19,20 | 6,36        | 6,22  | 1,87    |                               |                    |                              |                   |
| Ленинский район            | 54,24 | 59,69 | 18,04 | 6,64        | 6,79  | 1,85    |                               |                    |                              |                   |
| Петровский район           | 78,64 | 81,72 | 8,92  | 3,54        | 2,35  | 0,59    |                               |                    |                              |                   |
| Пролетарский район         | 79,74 | 80,76 | 10,79 | 2,72        | 2,54  | 0,70    |                               |                    |                              |                   |
| Моспино                    | 77,57 | 79,65 | 12,65 | 3,60        | 1,92  | 0,47    |                               |                    |                              |                   |
| Ларино                     | 74,26 | 76,15 | 15,99 | 2,33        | 2,64  | 0,41    |                               |                    |                              |                   |
| Авдеевка                   | 58,66 | 58,20 | 23,30 | 5,00        | 6,09  | 1,23    |                               |                    |                              |                   |
| Бахмут                     | 61,05 | 69,18 | 15,78 | 5,25        | 3,63  | 1,25    |                               |                    |                              |                   |
| Часов Яр                   | 64,16 | 65,93 | 21,85 | 4,11        | 3,29  | 0,98    |                               |                    |                              |                   |
| Соледар                    | 62,15 | 68,11 | 17,42 | 5,19        | 3,36  | 1,03    |                               |                    |                              |                   |
| Красная Гора               | 70,28 | 81,14 | 9,14  | 1,43        | 3,71  | 0,57    |                               |                    |                              |                   |
| Горловка                   | 47,37 | 64,50 | 19,51 | 5,21        | 4,41  | 1,24    |                               |                    |                              |                   |
| Калининский район          | 46,79 | 69,57 | 17,46 | 4,18        | 3,71  | 0,87    |                               |                    |                              |                   |
| Никитовский район          | 46,57 | 63,70 | 20,59 | 4,84        | 3,88  | 1,19    |                               |                    |                              |                   |
| Центрально-Городской район | 48,30 | 61,27 | 20,36 | 6,18        | 5,23  | 1,54    |                               |                    |                              |                   |
| Гольмовский                | 44,90 | 62,75 | 23,93 | 3,42        | 3,51  | 1,14    |                               |                    |                              |                   |
| Зайцево                    | 38,12 | 65,49 | 18,35 | 5,38        | 4,07  | 2,20    |                               |                    |                              |                   |
| Пантелеймоновка            | 54,13 | 71,41 | 18,16 | 2,53        | 2,14  | 0,81    |                               |                    |                              |                   |
| Дебальцево                 | 55,27 | 63,74 | 23,13 | 3,43        | 3,34  | 1,02    |                               |                    |                              |                   |
| Светлодарск                | 56,30 | 68,15 | 17,54 | 3,77        | 3,67  | 1,14    |                               |                    |                              |                   |
| Мироновский                | 55,10 | 65,44 | 22,17 | 3,74        | 3,05  | 1,33    |                               |                    |                              |                   |
| Торецк                     | 62,34 | 75,45 | 16,18 | 2,53        | 2,29  | 0,53    |                               |                    |                              |                   |
| Артемово                   | 57,98 | 82,39 | 12,58 | 1,28        | 1,34  | 0,16    |                               |                    |                              |                   |
| Новгородское               | 81,71 | 81,42 | 12,50 | 1,49        | 2,08  | 0,30    |                               |                    |                              |                   |
| Ленинское                  | 78,37 | 89,07 | 5,87  | 0,93        | 1,60  | 0,13    |                               |                    |                              |                   |
| Кирово                     | 57,83 | 76,80 | 16,41 | 1,39        | 2,05  | 0,33    |                               |                    |                              |                   |
| Щербиновка                 | 80,29 | 81,04 | 15,44 | 1,38        | 1,49  | 0,05    |                               |                    |                              |                   |
| Димитров                   | 69,08 | 77,86 | 10,88 | 3,67        | 2,90  | 0,85    |                               |                    |                              |                   |
| Доброполье                 | 52,32 | 54,72 | 23,12 | 7,04        | 6,72  | 1,97    |                               |                    |                              |                   |
| Белозёрское                | 50,71 | 55,93 | 25,79 | 5,73        | 5,20  | 1,56    |                               |                    |                              |                   |
| Белицкое                   | 53,78 | 61,46 | 19,27 | 7,02        | 5,44  | 1,12    |                               |                    |                              |                   |
| Новодонецкое               | 52,15 | 53,47 | 30,01 | 4,18        | 4,89  | 1,42    |                               |                    |                              |                   |
| Водянское                  | 61,54 | 48,21 | 35,99 | 5,36        | 4,26  | 1,37    |                               |                    |                              |                   |
| Докучаевск                 | 62,54 | 60,18 | 22,77 | 4,15        | 5,23  | 0,74    |                               |                    |                              |                   |
| Дружковка                  | 48,29 | 51,47 | 30,56 | 6,19        | 5,10  | 1,67    |                               |                    |                              |                   |
| Алексеево-Дружковка        | 51,84 | 59,30 | 27,36 | 4,84        | 3,42  | 1,08    |                               |                    |                              |                   |
| Енакиево                   | 55,14 | 78,38 | 13,20 | 2,67        | 2,08  | 0,77    |                               |                    |                              |                   |
| Юнокомунаровск             | 50,38 | 80,08 | 11,86 | 2,57        | 1,68  | 0,76    |                               |                    |                              |                   |
| Углегорск                  | 53,28 | 79,58 | 14,99 | 1,54        | 1,33  | 0,63    |                               |                    |                              |                   |
| Карло-Марксово             | 54,90 | 78,61 | 14,08 | 2,50        | 1,61  | 0,79    |                               |                    |                              |                   |
| Ждановка                   | 74,52 | 80,40 | 11,31 | 1,84        | 2,05  | 0,73    |                               |                    |                              |                   |
| Кировское                  | 57,30 | 75,89 | 12,32 | 3,33        | 3,08  | 0,72    |                               |                    |                              |                   |
| Константиновка             | 47,13 | 57,47 | 25,48 | 5,34        | 5,16  | 1,63    |                               |                    |                              |                   |
| Краматорск                 | 50,41 | 54,45 | 17,81 | 9,51        | 9,11  | 2,41    |                               |                    |                              |                   |
| Красноармейск              | 56,25 | 57,86 | 24,84 | 6,28        | 5,07  | 1,20    |                               |                    |                              |                   |
| Родинское                  | 60,57 | 62,14 | 21,86 | 6,23        | 4,55  | 0,92    |                               |                    |                              |                   |
| Шевченко                   | 65,86 | 70,84 | 19,11 | 3,69        | 3,35  | 0,22    |                               |                    |                              |                   |
| Красный Лиман              | 58,27 | 63,83 | 21,45 | 5,45        | 3,30  | 1,24    |                               |                    |                              |                   |
| Макеевка                   | 55,50 | 69,09 | 17,04 | 4,26        | 3,92  | 0,98    |                               |                    |                              |                   |
| Горняцкий район            | 50,94 | 68,71 | 17,64 | 4,20        | 4,02  | 0,90    |                               |                    |                              |                   |
| Кировский район            | 58,89 | 67,83 | 17,90 | 4,27        | 3,96  | 0,95    |                               |                    |                              |                   |
| Советский район            | 58,31 | 73,49 | 17,28 | 3,01        | 2,03  | 0,55    |                               |                    |                              |                   |
| Центрально-Городской район | 55,43 | 67,03 | 16,86 | 4,75        | 4,90  | 1,20    |                               |                    |                              |                   |
| Червоногвардейский район   | 57,19 | 68,83 | 15,70 | 4,87        | 4,35  | 1,24    |                               |                    |                              |                   |
| Криничная                  | 71,82 | 70,92 | 19,19 | 3,51        | 2,09  | 0,39    |                               |                    |                              |                   |
| Нижняя Крынка              | 57,20 | 81,02 | 11,81 | 2,45        | 1,42  | 0,47    |                               |                    |                              |                   |
| Ясиновка                   | 51,46 | 60,76 | 25,00 | 3,71        | 3,41  | 1,44    |                               |                    |                              |                   |
| Мариуполь                  | 53,03 | 47,64 | 27,81 | 8,33        | 7,61  | 1,63    |                               |                    |                              |                   |
| Жовтневый район            | 53,69 | 46,92 | 26,40 | 9,24        | 8,24  | 1,83    | Белый Алексей Петрович        | 49,79              | Дейнэс Виталий Геннадьевич   | 20,13             |
| Ильичевский район          | 52,31 | 50,05 | 31,58 | 6,25        | 5,48  | 0,99    | Матвиенков Сергей Анатольевич | 65,74              | Пуговкин Дмитрий Юрьевич     | 17,39             |
| Орджоникидзевский район    | 52,83 | 46,02 | 27,94 | 8,49        | 8,18  | 1,72    | Матвиенков Сергей Анатольевич | 55,61              | Пуговкин Дмитрий Юрьевич     | 16,72             |
| Приморский район           | 52,88 | 48,42 | 24,76 | 9,21        | 8,56  | 2,02    | Белый Алексей Петрович        | 52,14              | Дейнэс Виталий Геннадьевич   | 17,58             |
| Сартана                    | 51,89 | 46,28 | 40,49 | 4,86        | 4,70  | 0,52    | Матвиенков Сергей Анатольевич | 65,87              | Пуговкин Дмитрий Юрьевич     | 20,25             |
| Старый Крым                | 50,71 | 52,83 | 31,27 | 5,38        | 4,27  | 1,05    | Матвиенков Сергей Анатольевич | 69,20              | Пуговкин Дмитрий Юрьевич     | 14,43             |
| Талаковка                  | 53,48 | 54,15 | 31,53 | 4,33        | 4,02  | 0,82    | Матвиенков Сергей Анатольевич | 70,93              | Пуговкин Дмитрий Юрьевич     | 13,25             |
| Новогродовка               | 61,10 | 62,38 | 19,52 | 7,53        | 3,87  | 1,03    |                               |                    |                              |                   |
| Селидово                   | 52,38 | 62,34 | 20,34 | 6,58        | 4,31  | 1,10    |                               |                    |                              |                   |
| Горняк                     | 50,06 | 62,61 | 23,77 | 4,25        | 3,94  | 0,69    |                               |                    |                              |                   |
| Украинск                   | 50,07 | 66,42 | 17,87 | 5,56        | 3,40  | 1,37    |                               |                    |                              |                   |
| Кураховка                  | 51,89 | 64,03 | 19,02 | 6,97        | 4,35  | 0,87    |                               |                    |                              |                   |
| Славянск                   | 52,85 | 65,42 | 16,86 | 5,50        | 5,67  | 1,73    |                               |                    |                              |                   |
| Николаевка                 | 56,81 | 73,66 | 14,87 | 3,83        | 3,18  | 0,81    |                               |                    |                              |                   |
| Святогорск                 | 54,83 | 62,05 | 17,93 | 7,25        | 6,68  | 1,40    |                               |                    |                              |                   |
| Снежное                    | 46,60 | 66,37 | 21,73 | 3,34        | 3,59  | 0,66    |                               |                    |                              |                   |
| Северное                   | 44,74 | 72,50 | 17,84 | 2,54        | 3,64  | 0,35    |                               |                    |                              |                   |
| Торез                      | 53,74 | 72,46 | 17,91 | 2,42        | 2,87  | 0,67    |                               |                    |                              |                   |
| Пелагеевка                 | 60,75 | 78,46 | 15,25 | 1,67        | 1,46  | 0,32    |                               |                    |                              |                   |
| Рассыпное                  | 56,58 | 71,82 | 21,28 | 1,25        | 1,48  | 1,20    |                               |                    |                              |                   |
| Угледар                    | 61,21 | 57,19 | 21,64 | 7,45        | 4,81  | 1,53    |                               |                    |                              |                   |
| Харцызск                   | 52,73 | 64,59 | 20,76 | 4,39        | 3,60  | 0,96    |                               |                    |                              |                   |
| Зугрэс                     | 50,80 | 65,08 | 18,09 | 5,90        | 3,78  | 0,96    |                               |                    |                              |                   |
| Иловайск                   | 54,68 | 63,09 | 25,38 | 3,23        | 2,99  | 0,58    |                               |                    |                              |                   |
| Горное                     | 54,57 | 71,25 | 18,18 | 3,01        | 2,72  | 0,35    |                               |                    |                              |                   |
| Зуевка                     | 58,30 | 66,73 | 25,66 | 1,29        | 1,72  | 0,25    |                               |                    |                              |                   |
| Шахтерск                   | 76,13 | 80,80 | 12,23 | 1,77        | 1,94  | 0,47    |                               |                    |                              |                   |
| Стожковское                | 73,26 | 83,54 | 9,35  | 2,59        | 2,02  | 0,22    |                               |                    |                              |                   |
| Ясиноватая                 | 61,05 | 58,88 | 24,04 | 5,32        | 4,89  | 1,59    |                               |                    |                              |                   |
| Александровский район      | 75,58 | 73,24 | 13,52 | 4,56        | 4,09  | 0,97    |                               |                    |                              |                   |
| Александровка              | 70,94 | 69,84 | 16,72 | 4,67        | 3,79  | 0,74    |                               |                    |                              |                   |
| Амвросиевский район        | 63,03 | 59,87 | 27,69 | 4,15        | 3,61  | 0,67    |                               |                    |                              |                   |
| Амвросиевка                | 57,82 | 57,52 | 27,48 | 5,09        | 4,09  | 0,86    |                               |                    |                              |                   |
| Бахмутский район           | 62,79 | 67,57 | 16,86 | 6,08        | 3,71  | 1,54    |                               |                    |                              |                   |
| Северск                    | 54,69 | 65,75 | 19,35 | 5,52        | 4,28  | 0,94    |                               |                    |                              |                   |
| Луганское                  | 57,68 | 65,90 | 21,58 | 4,64        | 3,35  | 0,82    |                               |                    |                              |                   |
| Великоновосёлковский район | 82,57 | 68,07 | 17,19 | 6,88        | 3,88  | 0,54    |                               |                    |                              |                   |
| Великая Новосёлка          | 84,92 | 63,16 | 21,40 | 6,56        | 4,43  | 0,61    |                               |                    |                              |                   |
| Волновахский район         | 61,64 | 57,04 | 25,37 | 6,42        | 5,45  | 0,91    | Рыженков Александр Николаевич | 59,28              | Филиндаш Сергей Николаевич   | 18,31             |
| Волноваха                  | 57,61 | 54,07 | 25,54 | 5,90        | 7,95  | 1,18    | Рыженков Александр Николаевич | 57,49              | Филиндаш Сергей Николаевич   | 21,34             |
| Володарский район          | 63,24 | 43,46 | 35,96 | 9,02        | 5,97  | 0,61    | Рыженков Александр Николаевич | 49,02              | Филиндаш Сергей Николаевич   | 21,58             |
| Никольское                 | 58,69 | 35,85 | 39,89 | 10,00       | 7,30  | 1,00    | Рыженков Александр Николаевич | 41,17              | Филиндаш Сергей Николаевич   | 26,58             |
| Добропольский район        | 67,37 | 60,01 | 21,54 | 7,14        | 5,67  | 1,04    |                               |                    |                              |                   |
| Константиновский район     | 69,12 | 62,67 | 22,55 | 5,42        | 4,27  | 0,64    |                               |                    |                              |                   |
| Красноармейский район      | 80,94 | 73,74 | 15,27 | 4,32        | 3,17  | 0,54    |                               |                    |                              |                   |
| Краснолиманский район      | 64,04 | 67,37 | 18,72 | 5,04        | 3,74  | 0,97    |                               |                    |                              |                   |
| Марьинский район           | 62,81 | 67,01 | 19,09 | 4,84        | 3,91  | 0,91    |                               |                    |                              |                   |
| Марьинка                   | 73,90 | 71,25 | 15,21 | 4,57        | 4,03  | 0,85    |                               |                    |                              |                   |
| Курахово                   | 54,98 | 59,98 | 22,25 | 6,96        | 4,83  | 1,23    |                               |                    |                              |                   |
| Красногоровка              | 57,17 | 68,38 | 19,56 | 3,56        | 3,70  | 0,79    |                               |                    |                              |                   |
| Новоазовский район         | 57,76 | 52,67 | 32,01 | 5,53        | 4,62  | 0,74    | Рыженков Александр Николаевич | 53,26              | Коваленко Василий Васильевич | 18,11             |
| Новоазовск                 | 52,38 | 61,43 | 23,59 | 4,07        | 5,60  | 0,56    | Рыженков Александр Николаевич | 61,73              | Коваленко Василий Васильевич | 14,27             |
| Першотравневый район       | 63,29 | 55,23 | 25,48 | 7,03        | 6,75  | 0,99    | Рыженков Александр Николаевич | 61,01              | Филиндаш Сергей Николаевич   | 14,53             |
| Мангуш                     | 60,72 | 46,30 | 28,89 | 8,50        | 10,08 | 1,01    | Рыженков Александр Николаевич | 54,72              | Филиндаш Сергей Николаевич   | 17,21             |
| Ялта                       | 65,47 | 53,35 | 29,69 | 5,07        | 7,53  | 0,43    | Рыженков Александр Николаевич | 60,23              | Филиндаш Сергей Николаевич   | 17,34             |
| Славянский район           | 61,61 | 72,25 | 15,41 | 4,14        | 3,50  | 1,08    |                               |                    |                              |                   |
| Старобешевский район       | 63,09 | 53,48 | 33,44 | 4,48        | 3,42  | 0,59    |                               |                    |                              |                   |
| Старобешево                | 57,07 | 54,93 | 28,05 | 7,15        | 4,59  | 0,58    |                               |                    |                              |                   |
| Комсомольское              | 64,43 | 38,83 | 48,80 | 3,66        | 3,28  | 0,64    |                               |                    |                              |                   |
| Новый Свет                 | 65,25 | 61,18 | 24,68 | 4,43        | 3,44  | 0,77    |                               |                    |                              |                   |
| Тельмановский район        | 64,77 | 56,27 | 28,42 | 5,71        | 5,04  | 0,43    | Рыженков Александр Николаевич | 63,41              | Филиндаш Сергей Николаевич   | 17,02             |
| Тельманово                 | 61,40 | 59,22 | 21,01 | 6,60        | 7,16  | 1,04    | Рыженков Александр Николаевич | 69,04              | Филиндаш Сергей Николаевич   | 12,24             |
| Шахтёрский район           | 79,33 | 76,52 | 14,85 | 2,68        | 2,15  | 0,39    |                               |                    |                              |                   |
| Ясиноватский район         | 69,92 | 68,14 | 19,31 | 4,24        | 3,76  | 0,80    |                               |                    |                              |                   |

## Президентские выборы на Украине (2014)
Состоялись 25 мая 2014 года на фоне активной фазы конфликта на востоке Украины. Как и во всей Украине победу на принявших участие в области избирательных участках получил Пётр Порошенко.

### Результаты выборов по Донецкой области
1. Пётр Порошенко — 36,15 % (41 880 голосов)
2. Сергей Тигипко — 19,66 % (22 777 голосов)
3. Юлия Тимошенко — 7,64 % (8 852 голосов)
4. Михаил Добкин — 6,81 % (7 899 голосов)
5. Вадим Рабинович — 5,53 % (6 411 голосов)
6. Пётр Симоненко — 4,34 % (5 036 голосов)
7. Анатолий Гриценко — 4,16 % (4 825 голосов)
8. Олег Ляшко — 2,90 % (3 365 голосов)
9. Ольга Богомолец — 2,60 % (3 022 голосов)
10. Валерий Коновалюк — 2,07 % (2 400 голосов)
11. Дмитрий Ярош — 0,79 % (922 голосов)
12. Олег Тягнибок — 0,70 % (815 голосов)
13. Юрий Бойко — 0,69 % (803 голосов)

### Результаты выборов по городам Донецкой области
Результаты выборов в городe Мариуполь
Явка на выборах в городе Мариуполе составила 14,47 %, голосовать пришло 46 695 человек из 322 760, имеющих право голоса. Для сравнения общее число пришедших голосовать в Донбассе составило 190 794 человек из 906 768 (активность — 21,04 %). По результатам обработки 100 % участков (216) голоса распределились следующим образом:
| №     | Кандидат                     | Голосов, чел. | Голосов, % |
| ----- | ---------------------------- | ------------- | ---------- |
| 1     | Порошенко Пётр Алексеевич    | 17 964        | 38,16 %    |
| 2     | Тигипко Сергей Леонидович    | 9 193         | 19,53 %    |
| 3     | Рабинович Вадим Зиновьевич   | 3 003         | 6,38 %     |
| 4     | Добкин Михаил Маркович       | 2 994         | 6,36 %     |
| 5     | Тимошенко Юлия Владимировна  | 2 584         | 5,49 %     |
| 6     | Симоненко Пётр Николаевич    | 2 014         | 4,28 %     |
| 7     | Гриценко Анатолий Степанович | 1 869         | 3,97 %     |
| 8     | Ляшко Олег Валерьевич        | 1 522         | 3,23 %     |
| 9     | Богомолец Ольга Вадимовна    | 1 226         | 2,60 %     |
| 10    | Коновалюк Валерий Ильич      | 1 080         | 2,29 %     |
| 11    | Ярош Дмитрий Анатольевич     | 500           | 1,06 %     |
| 12-13 | Бойко Юрий Анатольевич       | 369           | 0,78 %     |
| 12-13 | Тягнибок Олег Ярославович    | 369           | 0,78 %     |
| 14    | Гриненко Андрей Валерьевич   | 193           | 0,41 %     |
| 15    | Клименко Александр Иванович  | 111           | 0,24 %     |
| 16-17 | Маломуж Николай Григорьевич  | 100           | 0,21 %     |
| 16-17 | Кузьмин Ренат Равельевич     | 100           | 0,21 %     |
| 18    | Куйбида Василий Степанович   | 51            | 0,11 %     |
| 19-20 | Саранов Владимир Георгиевич  | 28            | 0,06 %     |
| 19-20 | Цушко Василий Петрович       | 28            | 0,06 %     |
| 21    | Шкиряк Зорян Несторович      | 18            | 0,04 %     |
|       | явка                         | 47 077        | 14,44 %    |

| Населенный пункт      | Явка, % | Порошенко | Тигипко | Добкин | Ляшко | Рабинович | Тимошенко | Гриценко | Симоненко | Богомолец | Бойко | Коновалюк | Маломуж |
| --------------------- | ------- | --------- | ------- | ------ | ----- | --------- | --------- | -------- | --------- | --------- | ----- | --------- | ------- |
| г. Амвросиевка        | 7,70    | 52,76     | 10,86   | 7,00   |       |           | 5,93      | 3,79     |           | 3,62      |       |           |         |
| г. Белицкое           | 17,66   | 33,20     | 16,60   | 12,31  | 3,35  | 4,60      | 6,08      | 4,13     | 5,14      | 3,66      |       |           |         |
| г. Белозёрское        | 16,04   | 30,58     | 21,62   | 12,32  |       | 6,05      | 5,34      | 4,24     | 4,24      |           |       |           |         |
| пгт Белокуракино      | 32,27   | 34,48     | 11,39   | 6,65   | 9,83  | 5,39      | 9,12      | 7,66     | 4,64      |           |       |           |         |
| пгт Никольское        | 15,40   | 34,55     | 19,23   |        | 4,67  | 7,28      | 5,6       | 4,39     | 6,16      |           |       | 3,83      |         |
| г. Димитров           | 13,44   | 31,78     | 19,51   | 7,26   |       | 4,33      | 13,34     | 4,71     |           |           |       |           |         |
| г. Доброполье         | 21,95   | 35,95     | 21,53   | 5,64   |       | 6,26      | 5,97      | 6,31     |           |           |       |           |         |
| пгт Донское           | 14,51   | 29,22     | 17,05   | 5,19   |       | 8,44      | 5,52      | 5,36     | 7,79      |           |       | 3,9       |         |
| пгт Краснореченское   | 14,53   | 30,29     | 14,60   | 13,87  | 4,01  | 4,74      | 5,84      |          | 7,12      |           | 4,74  |           |         |
| г. Кременная          | 14,40   | 37,07     | 12,56   | 6,71   | 5,45  | 6,52      | 7,00      | 5,20     | 5,78      |           |       |           |         |
| пгт Кутейниково       | 8,38    | 60,18     | 7,08    | 6,19   |       |           | 4,42      | 4,42     |           |           |       |           |         |
| пгт Мангуш            | 17,65   | 36,22     | 18,40   | 5,84   |       | 9,06      | 8,57      |          | 5,84      |           |       | 4,19      |         |
| пгт Мирное            | 2,28    | 53,57     | 17,86   |        | 7,14  | 7,14      | 10,71     |          |           |           |       |           |         |
| г. Новоазовск         | 5,59    | 33,21     | 16,51   | 6,12   | 3,15  | 3,53      | 11,32     | 7,05     | 3,15      | 3,71      |       |           |         |
| пгт Новоайдар         | 11,43   | 43,41     | 15,41   | 5,63   |       | 7,85      | 7,56      | 4,3      | 4,3       |           |       |           |         |
| пгт Новоамвросиевское | 11,03   | 53,72     | 23,94   | 3,19   |       | 3,72      |           |          |           |           |       |           |         |
| пгт Новодонецкое      | 8,13    | 26,61     | 18,65   | 11,01  | 3,36  | 16,21     | 6,12      |          | 4,89      |           |       |           |         |
| пгт Оленовка          | 8,19    | 32,38     | 20,00   | 7,62   |       |           | 6,03      |          |           | 3,81      |       |           |         |
| пгт Ольгинка          | 11,61   | 30,22     | 16,20   | 7,17   |       |           | 4,67      | 8,1      | 3,74      |           |       |           |         |
| г. Сватово            | 25,48   | 36,70     | 14,87   | 9,91   | 6,7   | 5,71      |           | 4,85     | 4,18      |           |       |           |         |
| пгт Святогоровка      | 32,87   | 28,37     | 32,80   | 8,45   | 3,22  | 5,84      | 5,23      |          | 4,02      |           |       |           |         |
| пгт Седово            | 6,31    | 50,38     | 10,69   |        | 7,63  | 4,58      | 6,87      | 5,34     |           |           |       | 4,58      |         |
| г. Старобельск        | 22,63   | 35,81     | 11,19   | 5,28   | 4,81  | 12,94     | 8,52      |          | 3,61      |           |       |           |         |
| пгт Старобешево       | 8,15    | 30,46     | 28,04   | 4,19   |       |           | 6,18      | 3,75     | 5,3       |           |       |           |         |
| пгт Тельманово        | 16,82   | 29,58     | 16,16   | 7,07   |       | 4,76      | 10,68     | 4,18     |           |           |       |           |         |
| пгт Троицкое          | 12,08   | 32,01     | 24,38   | 7,64   | 4,99  | 3,38      | 8,22      |          | 6,46      |           |       |           |         |

## Парламентские выборы на Украине (2014)
Состоялись 26 октября 2014 года, уже после начала активной фазы конфликта на востоке Украины.
Результаты выборов по Донецкой области по состоянию на 5 ноября 2014 года (20:35:22), когда было обработано 98,3 % голосов:
1. Политическая партия «Оппозиционный блок» — 38,93 % (168 728 голосов)
2. Партия «Блок Петра Порошенко» — 18,16 % (78 743 голосов)
3. Коммунистическая партия Украины — 10,23 % (44 377 голосов)
4. Партия Сергея Тигипко «Сильная Украина» — 8,51 % (36 911 голосов)
5. Политическая партия «Народный фронт» — 6,08 % (26 387 голосов)
6. Радикальная партия Олега Ляшко — 4,15 % (17 998 голосов)
7. Политическая партия «Объединение „Самопомощь“» — 3,83 % (16 635 голосов)
8. Политическая партия «Всеукраинское объединение „Батькивщина“» — 1,89 % (8 209 голосов)
9. Политическая партия «Всеукраинское объединение «Свобода»» — 1,19 % (5 173 голосов)
10. Политическая партия «Гражданская позиция (Анатолий Гриценко)» — 1,13 % (4 924 голосов)
11. Политическая партия «Правый сектор» — 0,98 % (4 251 голосов)

Результаты по мажоритарным округам:
| № округа | описание округа                                                                            | ФИО               | партия                                   | % за  | людей за |
| -------- | ------------------------------------------------------------------------------------------ | ----------------- | ---------------------------------------- | ----- | -------- |
| 45       | Желанное и часть Ясиноватского района                                                      | Ефим Звягильский  | самовыдвижение                           | 72,73 | 1 454    |
| 46       | Бахмут и район, Красный Лиман и район                                                      | Сергей Клюев      | самовыдвижение                           | 47,47 | 22 669   |
| 47       | Славянск и район, Александровский район                                                    | Юрий Солод        | политическая партия «Оппозиционный блок» | 34,17 | 14 014   |
| 48       | Краматорск                                                                                 | Ефимов            | самовыдвижение                           | 34,12 | 17 003   |
| 49       | Константиновка и район, Дружковка и Красноармейский район                                  | Денис Омельянович | самовыдвижение                           | 26,59 | 9 497    |
| 50       | Красноармейск, Мирноград, Доброполье и район                                               | Евгений Геллер    | самовыдвижение                           | 39,54 | 27 674   |
| 52       | Торецк и пгт Мироновский Дебальцевского горсовета                                          | Игорь Шкиря       | самовыдвижение                           | 41,71 | 4 778    |
| 53       | пгт Булавинское Енакиевского горсовета                                                     | Олег Недава       | самовыдвижение                           | 63,63 | 2 275    |
| 57       | Мариуполь (Ильичёвский и Орджоникидзевский район)                                          | Сергей Матвиенков | самовыдвижение                           | 64,16 | 30 474   |
| 58       | Мариуполь (Жовтневый и Приморский район)                                                   | Сергей Тарута     | самовыдвижение                           | 60,00 | 29 747   |
| 59       | Великая Новосёлка и район, Селидово, Новогродовка, Угледар, г. Курахово Марьинского района | Сергей Сяжко      | самовыдвижение                           | 30,38 | 6 289    |
| 60       | Волноваха и район, Володарский и Першотравневый районы                                     | Дмитрий Лубинец   | партия «Блок Петра Порошенко»            | 45,61 | 15 621   |

## Всеобщие выборы в Донецкой народной Республике 2014 года
Прошли без участия киевских властей на части территории Донецкой области, объявленной ранее Донецкой Народной Республикой 2 ноября 2014 года. Результаты выборов не были признаны Украиной и международным сообществом.
Основные результаты выборов в ДНР в сравнении с выборами Президента Украины 25 мая 2014.
| №  | Наименование                                                              | Результат по главе ДНР | %          | Результат по Народному Совету | %         | Результат по Президенту Украины | %       |
| -- | ------------------------------------------------------------------------- | ---------------------- | ---------- | ----------------------------- | --------- | ------------------------------- | ------- |
| 1  | Все избиратели, внесённые в списки                                        | ?                      |            | ?                             |           | 34 214 652                      |         |
| 2  | Изготовлено бюллетеней                                                    | ?                      | ?          | ?                             | ?         | 34 692 976                      | 101,4 % |
| 3  | Все избиратели, внесённые в списки на участках, которые приняли участие   | 1 012 682              |            | 1 012 682                     |           | 30 095 028                      |         |
| 4  | Выдано всех бюллетеней на участки, которые приняли участие                | 1 379 677              | 136,2 %    | 1 379 677                     | 136,2 %   | 30 543 704                      | 101,5 % |
| 5  | Разрешено голосовать по почте и Интернету                                 | 104 540                | 10,3 %     | 104 540                       | 10,3 %    | 0                               | 0,0 %   |
| 6  | в том числе получено ответов по электронной почте                         | 98 477                 | 94,2 %     | 98 477                        | 94,2 %    | 0                               |         |
| 7  | в том числе получено ответов по почте                                     | 5 063                  | 4,8 %      | 5 063                         | 4,8 %     | 0                               |         |
| 8  | в том числе не получено ответов                                           | 1 000                  | 1,0 %      | 1000                          | 1,0 %     | 0                               |         |
| 9  | Все избиратели, которые должны были голосовать бюллетенями                | 908 142                | 89,7 %     | 908 142                       | 89,7 %    | 30 095 028                      | 100,0 % |
| 10 | Нереализовано бюллетеней                                                  | 471 534                | 34,2 %     | 471 534                       | 34,2 %    | 12 521 805                      | 41,0 %  |
| 11 | Выдано бюллетеней избирателям                                             | 908 143                | 65,8 %     | 908 143                       | 65,8 %    | 18 021 899                      | 59,0 %  |
| 12 | в том числе в помещениях для тайного голосования                          | 761 075                | 83,8 %     | 761 075                       | 83,8 %    | 17 318 656                      | 96,1 %  |
| 13 | в том числе по месту пребывания (дома и т. д.)                            | 147 068                | 16,2 %     | 147 068                       | 16,2 %    | 703 243                         | 3,9 %   |
| 14 | Итого голосовавшие вне помещений для тайного голосования (с учётом почты) | 251 608                | 24,8 %     | 251 608                       | 24,8 %    | 703 243                         | 3,9 %   |
| 15 | Все принявшие участие (с учётом почты)                                    | 1 012 683              |            | 1 012 683                     |           | 18 019 504                      |         |
| 16 | Число недействительных бюллетеней                                         | 43 039                 | 4,2500 %   | 43 039                        | 4,2500 %  | 244 555                         | 1,36 %  |
| 17 | Число действительных бюллетеней (голосов)                                 | 969 644                | 95,75 %    | 969 644                       | 95,75 %   | 17 774 949                      | 98,64 % |
| 18 | Число голосов за победившего кандидата                                    | 765 340                | 78,93000 % | 662 752                       | 68,3500 % | 9 857 308                       | 55,46 % |

В результатах выборов в Донецкой Народной Республики, как видно из таблицы, обращает на себя внимание следующее:
- Огромное количество запасных бюллетеней (более трети: выдано 1 379 677, а избирателей в списках было всего 1 012 682) на выборах в ДНР (к примеру, на выборах на Украине всего 1,5 %). Кроме того отсутствует всякая информация об общем количестве напечатанных бюллетенях.
- Наличие проголосовавших путём дистанционного электронного голосования и по почте (что является грубейшим нарушением тайного голосования), количество которых превысило 10 % от всех принявших участие в выборах (в истории выборов на Украине и Российской Федерации такого феномена не было никогда).
- Очевидная ошибка при подсчёте полученных от дистанционного электронного голосования (98 477) и по почте (5 063): в сумме они ровно на 1 000 голосов меньше проголосовавших таким образом (104 540). Подобная ошибка «закралась» как при подсчёте голосов за главу ДНР, так и при подсчёте голосов в Народный Совет.
- Огромное количество проголосовавших по месту пребывания (на дому и т. д.), превысившее 16 %, что при наличии вооружённых людей, обеспечивающих безопасность выборного процесса вне помещений для тайного голосования, в большом количестве случаев ставит под вопрос тайность таких голосов. К примеру, на Украине на дому (по месту пребывания) проголосовало менее 4 %.
- Количество испорченных (и признанных недействительными) бюллетеней на выборах главы ДНР (43 039) один в один совпадает с количеством испорченных бюллетеней на выборах в Народный Совет (43 039)!
- Количество испорченных (и признанных недействительными) бюллетеней на выборах в ДНР, которые содержали только 2-3 строки кандидатов или партий в выборах в Народный Совет, почти в три раза (4,25 % против 1,36 %) превышало количество испорченных бюллетеней на выборах на Украине, где в бюллетенях имелась 21 строка с паспортными данными кандидатов, их краткой биографической информацией.
- Абсолютно арифметически «круглые» процентные показатели поддержки кандидатов (за Захарченко проголосовали, например, 78,93000 % избирателей (765 340 из 969 644), за Кофмана — 11,4500 %, за Сивоконенко — 9,6200 %), партий (за «Донецкую республику» 68,3500 %, за «Свободный Донбасс» — 31,6500 %), а также процент испорченных бюллетеней — 4,2500 %, что в природе встречается с необычайно крайней редкостью.

Результаты вызвали сомнение у электорального географа Александра Киреева. Он указывает на то, что получившиеся проценты слишком круглые «с точностью до человека», и абсолютные цифры голосовавших получены из процентов.
- Выборы главы. В список избирателей на момент окончания голосования было включено 1 012 682 избирателя.[10] Получено 969 644 действительных бюллетеня и 43 039 недействительных (4,2500 %).[11][12]
  - Премьер-министр ДНР Александр Захарченко — 765 340 голосов (78,9300 % от числа действительных бюллетеней)[4][13][14].
  - Вице-спикер Союзного парламента Новороссии Александр Кофман — 111 024 голоса (11,4500 %).
  - Депутат Народного Совета ДНР Юрий Сивоконенко — 93 280 голосов (9,6200 %).
- Выборы в Народный Совет:
  - «Донецкая республика» — 662 752 голосов (68,3500 % от числа действительных бюллетеней)[10]
  - «Свободный Донбасс» — 306 892 голосов (31,6500 % от числа действительных бюллетеней).[10]

3 ноября председатель Центральной избирательной комиссии ДНР Роман Лягин огласил итоги выборов депутатов Народного Совета в процентном отношении следующим образом: «Донецкая республика» набрала 64,43 %, «Свободный Донбасс» — 27,75 %. Народный совет был избран сроком на четыре года в количестве 100 депутатов, из них «Донецкая республика» получила 68 депутатских мандатов, «Свободный Донбасс» — 32 мандата.

## Особенности выборов в Донецкой области

### Выборы «по-донецки»
Донецкая область — первый регион Украины, в котором силами, главным образом, местного админресурса на парламентских выборах 2002 года были фактически уничтожены разными путями позиции традиционной для Донбасса Коммунистической партии Украины, которая на тех выборах уступила первое место пропрезидентскому блоку «За Единую Украину». Тотальные фальсификации повторялись и на последующих выборах, чему существует уже официальное подтверждение — вердикт Верховного Суда Украины. Выглядела фантастической не только явка избирателей, но и поддержка «своего» кандидата. Однако такие цифры поддержки на переголосовании второго тура парламентских выборов 2004 года (фактически — на третьем туре) сохранились лишь по участкам, расположенным на полностью подвластным местному админресурсу — по больницам и учреждениям пенитенцитарной системы.

### Донецкие политики
Президенты:
- Янукович Виктор Федорович (с 25 февраля 2010 — по 22 февраля 2014)

Премьер-министры:
- Александр Ляшко
- Виталий Масол
- Ефим Звягильский — исполняющий обязанности
- Виктор Янукович
- Николай Азаров

Народные депутаты Украины
Из 5 партий и блоков, прошедших в Верховную Раду Украины по итогам парламентских выборов 2006 года, по крайней мере, в трёх присутствуют позиции донецких политиков:
- Партия Регионов. Из общего списка проходных кандидатов в народные депутаты Украины (186 человек) — 47 имеют донецкую прописку, кроме того принадлежность к донецкой группе никто не станет оспаривать у таких «киевлян» как Рыбак, Звягильский, Богатырева, Янукович, Ландык и другие.
- КПУ. Большинство нынешних лидеров Коммунистической партии Украины имеют или имели тесные связи с донецким регионом. Лидер КПУ — Пётр Симоненко родом из Донецка.
- СПУ. С социалистами прошли в Верховную Раду Украины и представители Мариупольского металлургического комбината имени Ильича.
- другие: Кужель Александра Владимировна

Городские головы Донецкой области (приведены данные только по городам областного подчинения).
Большинство глав городских советов Донецкой области представляют Партию Регионов. Исключение составляют городские головы Красноармейска (Блок «Наша Украина»), Ясиноватой (СПУ), баспартийные городские головы Мирнограда, Константиновки, Новогродовки, Славянска, Горловки.
| Город          | городской голова      | Партийность     | Прежнее место работы                                       |
| -------------- | --------------------- | --------------- | ---------------------------------------------------------- |
| Донецк         | Александр Лукьянченко | Партия Регионов | городской голова Донецка                                   |
| Авдеевка       | Юрий Черкасов         | Партия Регионов | городской голова Авдеевки                                  |
| Бахмут         | Алексей Рева          | Партия Регионов | городской голова Бахмута                                   |
| Горловка       | Иван Сахарчук         | беспартийный    | нач. Енакиевской гос. налоговой инспекции                  |
| Дебальцево     | Андрей Бондарчук      | Партия Регионов | нач. отдела по связям с партиями                           |
| Торецк         | Владимир Слипцов      | Партия Регионов | городской голова Дзержинска                                |
| Мирноград      | Юрий Анисимов         | беспартийный    | зам. директора ГП «Красноармейскуголь»                     |
| Доброполье     | Виктор Дерипаска      | Партия Регионов | городской голова Доброполья                                |
| Докучаевск     | Виктор Дробот         | Партия Регионов | зам. директора ОАО «Докучаевский флюсодоломитный комбинат» |
| Дружковка      | Валерий Гнатенко      | Партия Регионов | нач. отдела налоговой милиции в Донецкой области           |
| Енакиево       | Сергей Рухадзе        | Партия Регионов | городской голова Енакиево                                  |
| Ждановка       | Сергей Литвинов       | Партия Регионов | городской голова Ждановки                                  |
| Кировское      | Виктор Мандрус        | Партия Регионов | нач. участка шахты «Комсомолец Донбасса»                   |
| Константиновка | Юрий Роженко          | беспартийный    | городской голова Константиновки                            |
| Краматорск     | Геннадий Костюков     | Партия Регионов | глава правления «Энергомашспецсталь»                       |
| Красноармейск  | Андрей Ляшенко        | беспартийный    | частный предприниматель                                    |
| Красный Лиман  | Леонид Перебейнос     | Партия Регионов | городской голова Красного Лимана                           |
| Макеевка       | Александр Мальцев     | Партия Регионов | городской голова Макеевки                                  |
| Мариуполь      | Юрий Хотлубей         | Партия Регионов | городской голова Мариуполя                                 |
| Новогродовка   | Иван Морозов          | беспартийный    | городской голова Новогродовки                              |
| Селидово       | Владимир Макий        | Партия Регионов | директор «Автобазы» ПО «Селидовуголь»                      |
| Славянск       | Валентин Рыбачук      | беспартийный    | директор ОАО «Славянский»                                  |
| Снежное        | Валентин Чепурной     | Партия Регионов | городской голова Снежного                                  |
| Торез          | Виктор Антонов        | Партия Регионов | городской голова Тореза                                    |
| Угледар        | Алим Ширинский        | Партия Регионов | гендиректор ООО «Южтрансстрой»                             |
| Харцызск       | Валерий Дубовой       | Партия Регионов | зам. гендиректора ГП «Шахтерскантрацит»                    |
| Шахтёрск       | Александр Наумович    | Партия Регионов | городской голова Шахтёрска                                 |
| Ясиноватая     | Евгений Ищенко-Гиллер | СПУ             | частный предпринимателей                                   |

Приложение 1. Результаты по городам и районам области
| Регион                     | Явка  | ПР    | БЮТ  | НСНУ | СПУ   | КПУ  | Витренко | Литвин | Костенко-Плющ | Вече | Пора-ПРП | Не Так! |
| -------------------------- | ----- | ----- | ---- | ---- | ----- | ---- | -------- | ------ | ------------- | ---- | -------- | ------- |
| Донецк                     | 68,52 | 72,56 | 2,69 | 1,84 | 1,00  | 2,93 | 9,14     | 0,36   | 0,30          | 1,34 | 0,28     | 1,82    |
| Ворошиловский район        | 72,36 | 63,02 | 4,55 | 3,13 | 2,05  | 3,43 | 9,44     | 0,65   | 0,31          | 2,23 | 0,46     | 3,22    |
| Киевский район             | 71,6  | 69,83 | 3,07 | 2,22 | 1,07  | 2,88 | 10,31    | 0,39   | 0,21          | 1,53 | 0,36     | 2,11    |
| Куйбышевский район         | 66,44 | 73,43 | 2,36 | 1,64 | 0,91  | 2,83 | 9,52     | 0,29   | 0,18          | 1,17 | 0,29     | 1,56    |
| Будённовский район         | 67,43 | 75,15 | 2,37 | 1,47 | 0,82  | 3,21 | 7,58     | 0,39   | 0,16          | 1,15 | 0,23     | 1,71    |
| Пролетарский район         | 64,17 | 77,08 | 1,88 | 1,25 | 0,7   | 2,88 | 8,27     | 0,24   | 0,11          | 0,94 | 0,27     | 1,35    |
| Калининский район          | 67,28 | 69,41 | 3,54 | 2,23 | 1,34  | 3,09 | 10,07    | 0,43   | 0,3           | 1,6  | 0,34     | 2,27    |
| Ленинский район            | 71,19 | 73,37 | 2,57 | 1,9  | 0,98  | 3,13 | 8,83     | 0,3    | 0,22          | 1,35 | 0,25     | 1,67    |
| Кировский район            | 68,41 | 74,66 | 2,18 | 1,55 | 0,73  | 2,47 | 9,04     | 0,29   | 0,72          | 1,18 | 0,21     | 1,49    |
| Петровский район           | 67,81 | 77,27 | 1,83 | 1,12 | 0,55  | 2,57 | 8,62     | 0,32   | 0,26          | 0,91 | 0,14     | 1,05    |
| Моспино                    | 61,79 | 78,39 | 1,48 | 1,00 | 0,63  | 3,66 | 6,49     | 0,09   | 0,05          | 0,59 | 0,23     | 0,93    |
| Авдеевка                   | 75,98 | 73,63 | 2,77 | 1,46 | 0,76  | 3,40 | 8,62     | 0,35   | 0,08          | 1,27 | 0,17     | 1,36    |
| Бахмут                     | 73,64 | 76,16 | 3,27 | 1,27 | 0,84  | 1,98 | 7,81     | 0,31   | 0,22          | 1,19 | 0,27     | 0,87    |
| Часов Яр                   | 74,77 | 84,86 | 1,85 | 0,70 | 0,62  | 2,19 | 3,88     | 0,14   | 0,16          | 0,74 | 0,07     | 0,50    |
| Соледар                    | 71,85 | 82,05 | 3,23 | 0,66 | 0,56  | 2,36 | 3,74     | 0,20   | 0,12          | 0,62 | 0,33     | 0,54    |
| Горловка                   | 69,18 | 79,16 | 2,02 | 1,25 | 0,50  | 2,48 | 6,31     | 0,35   | 0,21          | 0,92 | 0,17     | 1,28    |
| Дебальцево                 | 68,89 | 81,77 | 1,47 | 0,85 | 0,34  | 2,28 | 6,38     | 0,49   | 0,13          | 0,72 | 0,09     | 0,78    |
| Светлодарск                | 71,50 | 82,77 | 2,21 | 1,03 | 0,26  | 1,29 | 6,24     | 0,51   | 0,15          | 0,64 | 0,17     | 0,54    |
| Торецк                     | 63,03 | 77,3  | 1,46 | 0,96 | 0,35  | 2,19 | 10,38    | 0,30   | 0,08          | 0,65 | 0,10     | 1,11    |
| Артемово                   | 58,82 | 83,06 | 1,17 | 0,97 | 0,12  | 1,45 | 7,16     | 0,12   | 0,04          | 0,60 | 0,04     | 0,89    |
| Новгородское               | 69,76 | 73,96 | 1,62 | 1,16 | 0,66  | 2,06 | 13,54    | 0,24   | 0,20          | 0,69 | 0,11     | 1,74    |
| Мирноград                  | 63,55 | 82,51 | 2,71 | 1,04 | 0,73  | 2,29 | 3,20     | 0,31   | 0,19          | 0,74 | 0,10     | 0,66    |
| Доброполье                 | 64,86 | 79,38 | 3,29 | 1,84 | 1,01  | 3,00 | 2,98     | 0,30   | 0,20          | 0,73 | 0,21     | 0,83    |
| Белозёрское                | 61,34 | 85,17 | 2,27 | 1,43 | 0,40  | 1,80 | 2,43     | 0,17   | 0,10          | 0,53 | 0,08     | 0,31    |
| Белицкое                   | 67,15 | 78,24 | 2,81 | 1,59 | 0,85  | 4,27 | 2,34     | 0,31   | 0,14          | 0,69 | 0,11     | 1,57    |
| Докучаевск                 | 77,46 | 75,65 | 2,49 | 0,88 | 1,13  | 1,77 | 8,48     | 0,29   | 0,12          | 0,74 | 0,10     | 0,92    |
| Дружковка                  | 68,83 | 74,53 | 3,97 | 0,97 | 2,10  | 5,79 | 4,31     | 0,20   | 0,27          | 1,10 | 0,20     | 0,68    |
| Енакиево                   | 72,75 | 85,75 | 0,89 | 0,72 | 0,25  | 1,88 | 5,79     | 0,13   | 0,07          | 0,39 | 0,07     | 0,85    |
| Юнокомунарск               | 68,98 | 86,30 | 0,90 | 0,63 | 0,22  | 2,05 | 5,86     | 0,12   | 0,00          | 0,28 | 0,04     | 0,45    |
| Углегорск                  | 70,05 | 82,88 | 1,04 | 0,49 | 0,22  | 1,99 | 8,64     | 0,15   | 0,10          | 0,41 | 0,07     | 0,94    |
| Ждановка                   | 72,00 | 83,75 | 1,08 | 0,78 | 0,28  | 3,60 | 5,12     | 0,31   | 0,08          | 0,58 | 0,04     | 1,36    |
| Кировское                  | 68,57 | 81,49 | 2,52 | 1,14 | 0,32  | 2,30 | 3,94     | 0,16   | 0,20          | 0,49 | 0,16     | 0,93    |
| Константиновка             | 59,10 | 71,28 | 2,20 | 1,56 | 0,94  | 5,10 | 9,58     | 0,32   | 0,31          | 1,17 | 0,14     | 1,30    |
| Краматорск                 | 69,50 | 72,71 | 6,38 | 1,84 | 1,51  | 2,71 | 6,54     | 0,45   | 0,26          | 1,36 | 0,39     | 0,87    |
| Красноармейск              | 64,95 | 76,85 | 2,49 | 1,61 | 1,15  | 4,19 | 3,58     | 0,59   | 0,27          | 1,14 | 0,13     | 0,94    |
| Родинское                  | 65,58 | 82,24 | 1,46 | 1,20 | 0,73  | 3,32 | 3,00     | 0,46   | 0,23          | 0,78 | 0,11     | 1,23    |
| Красный Лиман              | 77,75 | 73,63 | 2,21 | 1,23 | 0,82  | 6,65 | 5,11     | 0,33   | 0,13          | 0,70 | 0,22     | 0,66    |
| Макеевка                   | 67,92 | 80,60 | 1,58 | 1,03 | 0,46  | 1,81 | 6,94     | 0,21   | 0,27          | 0,73 | 0,13     | 1,48    |
| Горняцкий район            | 66,43 | 82,54 | 1,34 | 0,9  | 0,36  | 1,56 | 6,96     | 0,19   | 0,21          | 0,71 | 0,12     | 1,34    |
| Советский район            | 69,73 | 85,47 | 0,94 | 0,64 | 0,22  | 1,55 | 4,82     | 0,17   | 0,22          | 0,43 | 0,06     | 1,69    |
| Центрально-Городской район | 66,58 | 76,72 | 1,62 | 1,24 | 0,71  | 1,96 | 8,08     | 0,2    | 0,3           | 0,66 | 0,15     | 1,51    |
| Кировский район            | 71,59 | 80,61 | 1,73 | 1,06 | 0,44  | 1,83 | 6,63     | 0,22   | 0,2           | 0,81 | 0,11     | 1,29    |
| Червоногвардейский район   | 67,47 | 78,01 | 2,34 | 1,3  | 0,54  | 2,21 | 7,71     | 0,26   | 0,43          | 1,03 | 0,13     | 1,55    |
| Мариуполь                  | 66,67 | 56,39 | 1,88 | 1,68 | 18,44 | 3,46 | 7,22     | 0,27   | 0,15          | 1,68 | 0,21     | 1,17    |
| Ильичевский район          | 62,66 | 47,45 | 1,13 | 0,93 | 30,18 | 2,62 | 6,97     | 0,21   | 0,09          | 0,86 | 0,12     | 0,96    |
| Сартана                    | 58,93 | 51,67 | 1,43 | 1,79 | 26,73 | 1,79 | 7,16     | 0      | 0             | 0,72 | 0,36     | 1,19    |
| Талаковка                  | 50,28 | 58,94 | 1,61 | 0,16 | 22,22 | 0,81 | 6,92     | 0,16   | 0,16          | 0,97 | 0        | 0,16    |
| Старый Крым                | 57,4  | 42,26 | 1,23 | 1,35 | 34,77 | 3,56 | 6,39     | 0,37   | 0             | 1,11 | 0,12     | 1,35    |
| Приморский район           | 68,25 | 60,52 | 2,29 | 1,99 | 12,02 | 4,43 | 7,04     | 0,31   | 0,17          | 1,57 | 0,32     | 1,44    |
| Орджоникидзевский район    | 66,94 | 63,19 | 1,99 | 1,68 | 12,87 | 3,27 | 6,31     | 0,28   | 0,19          | 1,18 | 0,21     | 1,01    |
| Жовтневый район            | 68,29 | 55,12 | 2,06 | 1,97 | 18,2  | 3,67 | 8,05     | 0,28   | 0,16          | 1,27 | 0,21     | 1,3     |
| Новогродовка               | 68,13 | 78,65 | 3,10 | 1,53 | 0,63  | 3,03 | 4,84     | 0,37   | 0,07          | 0,46 | 0,07     | 1,35    |
| Селидово                   | 66,69 | 77,96 | 3,25 | 1,39 | 0,53  | 3,56 | 4,58     | 0,30   | 0,26          | 0,75 | 0,11     | 1,29    |
| Горняк                     | 61,87 | 82,25 | 2,09 | 0,71 | 0,29  | 3,18 | 5,43     | 0,18   | 0,06          | 0,43 | 0,08     | 1,2     |
| Украинск                   | 61,02 | 83,63 | 2,41 | 1,16 | 0,62  | 2,11 | 3,91     | 0,13   | 0,13          | 0,65 | 0,07     | 0,97    |
| Славянск                   | 64,19 | 73,04 | 3,59 | 1,71 | 0,95  | 3,76 | 7,21     | 0,43   | 0,25          | 1,70 | 0,36     | 1,08    |
| Николаевка                 | 65,25 | 79,25 | 3,01 | 0,82 | 0,49  | 4,19 | 5,75     | 0,21   | 0,12          | 0,73 | 0,16     | 0,81    |
| Святогорск                 | 67,81 | 68,80 | 6,50 | 0,25 | 1,36  | 3,43 | 11,19    | 0,45   | 0,10          | 1,61 | 1,71     | 0,45    |
| Снежное                    | 65,42 | 82,80 | 1,09 | 0,63 | 0,93  | 3,39 | 5,00     | 0,14   | 0,14          | 0,46 | 0,09     | 1,19    |
| Торез                      | 68,33 | 80,55 | 1,54 | 0,87 | 0,40  | 3,78 | 6,06     | 0,19   | 0,31          | 0,63 | 0,11     | 1,00    |
| Угледар                    | 76,88 | 73,72 | 3,17 | 2,70 | 0,84  | 2,38 | 7,29     | 0,79   | 0,10          | 1,50 | 0,18     | 1,19    |
| Харцызск                   | 69,22 | 73,78 | 2,03 | 1,27 | 0,52  | 3,33 | 10,65    | 0,26   | 0,45          | 0,90 | 0,18     | 1,15    |
| Зугрэс                     | 71,14 | 75,76 | 2,31 | 1,45 | 0,61  | 3,03 | 9,77     | 0,29   | 0,07          | 1,22 | 0,20     | 0,92    |
| Иловайск                   | 68,93 | 75,71 | 0,96 | 0,84 | 0,21  | 3,72 | 8,76     | 0,14   | 0,09          | 0,69 | 0,10     | 2,22    |
| Шахтёрск                   | 69,01 | 79,39 | 1,60 | 0,94 | 0,46  | 2,49 | 9,11     | 0,27   | 0,12          | 0,53 | 0,08     | 1,02    |
| Ясиноватая                 | 78,09 | 69,09 | 2,80 | 1,50 | 1,65  | 3,71 | 9,72     | 0,46   | 0,20          | 1,47 | 0,22     | 1,43    |
| Александровский район      | 75,87 | 77,83 | 4,29 | 2,21 | 1,49  | 4,05 | 2,30     | 0,78   | 0,48          | 0,52 | 0,13     | 1,06    |
| Амвросиевский район        | 73,86 | 79,46 | 1,57 | 0,98 | 0,65  | 5,62 | 3,91     | 0,53   | 0,11          | 0,64 | 0,11     | 1,32    |
| Амвросиевка                | 67,69 | 76,41 | 2,03 | 1,10 | 0,74  | 5,65 | 5,32     | 0,62   | 0,08          | 0,81 | 0,08     | 2,17    |
| Бахмутский район           | 74,92 | 80,22 | 2,92 | 1,82 | 1,03  | 2,99 | 3,41     | 0,59   | 0,24          | 0,59 | 0,13     | 1,16    |
| Северск                    | 66,74 | 79,34 | 1,93 | 1,31 | 0,75  | 5,53 | 3,96     | 0,81   | 0,14          | 0,72 | 0,19     | 1,12    |
| Великоновосёлковский район | 75,50 | 68,46 | 3,36 | 2,33 | 4,73  | 6,26 | 4,68     | 0,73   | 0,11          | 1,26 | 0,28     | 0,83    |
| Волновахский район         | 76,74 | 66,61 | 2,29 | 1,09 | 11,28 | 3,70 | 4,19     | 0,55   | 0,71          | 0,71 | 0,13     | 0,86    |
| Волноваха                  | 74,67 | 69,76 | 2,48 | 1,50 | 3,49  | 4,49 | 6,82     | 0,71   | 0,13          | 0,91 | 0,24     | 1,44    |
| Володарский район          | 78,71 | 59,81 | 1,36 | 0,88 | 22,66 | 3,77 | 2,82     | 0,51   | 0,19          | 0,86 | 0,08     | 1,06    |
| Добропольский район        | 77,87 | 76,48 | 4,51 | 1,52 | 0,98  | 5,09 | 1,77     | 0,52   | 0,30          | 0,78 | 0,40     | 1,04    |
| Константиновский район     | 80,25 | 79,18 | 2,16 | 1,48 | 0,62  | 4,09 | 4,39     | 0,61   | 0,27          | 0,66 | 0,08     | 0,65    |
| Красноармейский район      | 75,18 | 77,34 | 2,83 | 1,38 | 1,61  | 4,95 | 2,95     | 0,57   | 0,24          | 0,65 | 0,15     | 0,98    |
| Краснолиманский район      | 76,49 | 76,81 | 3,38 | 1,11 | 0,97  | 6,42 | 3,41     | 0,54   | 0,17          | 0,66 | 0,21     | 0,48    |
| Марьинский район           | 74,39 | 77,52 | 2,49 | 1,32 | 1,54  | 3,21 | 5,20     | 0,69   | 0,46          | 0,80 | 0,16     | 0,79    |
| Марьинка                   | 78,98 | 76,25 | 3,14 | 1,30 | 1,39  | 3,56 | 5,05     | 0,79   | 0,79          | 1,00 | 0,10     | 0,95    |
| Курахово                   | 70,65 | 77,24 | 2,10 | 1,41 | 1,14  | 2,84 | 7,35     | 0,69   | 0,53          | 0,80 | 0,24     | 0,71    |
| Красногоровка              | 70,65 | 78,14 | 2,02 | 1,30 | 0,71  | 4,65 | 5,84     | 0,31   | 0,31          | 0,70 | 0,16     | 0,74    |
| Новоазовский район         | 76,46 | 56,47 | 1,07 | 0,98 | 27,72 | 2,58 | 2,76     | 0,15   | 0,08          | 0,46 | 0,05     | 1,76    |
| Новоазовск                 | 72,99 | 67,05 | 1,01 | 0,76 | 16,83 | 2,72 | 2,66     | 0,23   | 0,05          | 0,63 | 0,05     | 2,42    |
| Першотравневый район       | 75,73 | 66,42 | 2,09 | 1,36 | 15,00 | 2,53 | 3,81     | 0,57   | 0,14          | 0,66 | 0,18     | 1,05    |
| Славянский район           | 74,49 | 80,45 | 2,72 | 0,95 | 0,79  | 3,51 | 3,71     | 0,48   | 0,18          | 0,80 | 0,17     | 0,72    |
| Старобешевский район       | 75,16 | 61,61 | 1,68 | 0,74 | 19,38 | 3,93 | 4,50     | 0,15   | 0,22          | 0,56 | 0,09     | 0,95    |
| Комсомольское              | 72,78 | 27,23 | 0,50 | 0,75 | 54,83 | 4,66 | 4,21     | 0,03   | 0,16          | 0,46 | 0,07     | 0,88    |
| Тельмановский район        | 79,49 | 57,21 | 0,90 | 1,03 | 23,71 | 6,70 | 1,86     | 0,69   | 0,12          | 0,38 | 0,11     | 0,64    |
| Шахтёрский район           | 79,97 | 81,55 | 2,45 | 0,55 | 0,56  | 2,80 | 4,68     | 0,75   | 0,16          | 0,40 | 0,05     | 1,66    |
| Ясиноватский район         | 74,23 | 76,37 | 2,66 | 1,10 | 2,66  | 3,10 | 6,04     | 0,36   | 0,20          | 0,80 | 0,13     | 0,88    |